# 栃木県
栃木県（とちぎけん）は、日本の関東地方（北関東）に位置する県。県庁所在地は宇都宮市。
旧国名は下野国（しもつけのくに）。 県北部に日光国立公園があり、国際観光都市として名高い日光や那須が知られる。

## 概要
北関東の中央部に位置する県で、人口は約192.3万人（2021年現在）。境界部に海岸線を有しない内陸県である。県内の地域区分は概ね県中部の宇都宮市・鹿沼市・真岡市から県南部の小山市や栃木市、県南西部両毛線沿線の佐野市・足利市など茨城・群馬両県と繋がりが深い県南と那須野が原に広がる那須塩原市や観光地那須町、県北西部を占める日光市を中心とする県北に分類される。
地勢は、北部から北西部にかけて奥羽山脈、日光連山、足尾山地が連なり、標高1500m - 2500m程の急峻な山岳が連なっている。これらの山々から流れ出る鬼怒川、那珂川、渡良瀬川など諸河川が関東平野の北端を形成し、更に北に進むと那須野が原に至り、県北の町並みが広がる。
県土のほぼ中央に県庁所在地の宇都宮市が立地している。人口は県全体の4分の1に当たる約50万人が集中しており、単独都市としては北関東最大の人口を有する都市である。人口10万人以上の市として、県南の小山・栃木・足利・佐野の各市、県北の那須塩原市があり、宇都宮線・両毛線の沿線に人口の多い市が連なっている。そのほか、地域の行政中心地として、鹿沼・真岡・大田原・矢板の各市がある。
産業は、農業、工業、商業、観光業のバランスがとれ、それぞれ盛んである。
農業は、平野部が米や麦の産地、那須野が原などの高原部（那須高原）が酪農地、畜産地となっているほか、いちごやかんぴょうなどの特産物も生産されている。
工業は、東北自動車道・国道4号と北関東自動車道・国道50号を軸とする地域に、北関東工業地域、及び、関東内陸工業地域（本県の場合は両者の定義に当てはまる）が広がり、第二次世界大戦中に軍需産業が集積した宇都宮市では、機械工業や金属工業、食品・飲料工業が、真岡市、上三川町、芳賀町では自動車関連産業（日産自動車系、本田技研工業系）が、那須塩原市、大田原市ではタイヤ製造や精密機械工業（医療機器、写真用レンズ製造）がそれぞれ発達している。また、県南では、食品・飲料工業や機械工業、益子焼の生産、機械・自動車部品などの中小規模の工場が広く立地するほか、伝統的に繊維産業が盛んである（結城紬、足利銘仙）。
商業は、宇都宮市における小売業が発達し、ほか工業地域では卸売業も盛んである。
観光業は、日光・鬼怒川エリアや、那須・塩原エリアで盛んである。日光市の鬼怒川温泉、川治温泉、湯西川温泉、日光湯元温泉、那須町、那須塩原市の那須温泉郷、塩原温泉郷などは、飛鳥時代や奈良時代からの古い歴史を持つ名湯。東照宮・日光二荒山神社・輪王寺の二社一寺で構成される世界遺産、日光の社寺。いろは坂に華厳滝、中禅寺湖や戦場ヶ原など、風光明媚な奥日光の景勝地。自然豊かで、別荘地・牧場・温泉地が広がり、那須岳、殺生石、皇室の御用邸などもある那須高原。これらの地域は日光国立公園の指定地域内にあり、自然保護などの施策も執られている。日光市の一部には尾瀬国立公園に指定された地域も存在する。

## 名称
明治時代には「栃木」の表記に揺れがあった。「栃」は「櫔」（lì）を簡略化したと考えられ、「櫔木」の表記もあった。また、1871年の廃藩置県の後は「橡木」の表記が使われる例もあったが、「杤木」の表記が主であった。旁の「万」は、下側を「力」とつくる例もあった。1881年（明治14年）ごろより、「栃木」の表記が見られるが、旁は「櫔」に従って「厂」の中に「万」が主である。「厂」の中の「万」の部分は下側を「力」とつくる例や「丂」とつくる例もあった。「厂」の1画目を右から書く字形が生まれたのは昭和中期以降である。なお、中国語の文書で「櫪」や「枥」を使う例もみられるが、主に飼い葉桶を意味する字であり、誤りである。

## 地理
- 日本、関東地方、首都圏
- 隣接県: 福島県 - 茨城県 - 群馬県 - 埼玉県

茨城県や群馬県と共に北関東を構成する。
人口は、約192万人で全国第19位（本県に近い人口規模の県としては、岐阜県の約197万人、群馬県の約192万人、福島県の約181万人、岡山県の約187万人などが挙げることができる）。面積は6,408.28km2で全国第20位（関東地方最大の面積）、東西約84km・南北約98km。県庁所在地の宇都宮市は、東京から約100km、JR東北新幹線で約50分強の位置にあり、中核市の指定を受けている。
地形的には東部の八溝山地、北部から西部にかけての那須連山・下野山地（高原山・日光連山・帝釈山地）・足尾山地の山岳地帯と、県中央部の那珂川・鬼怒川・渡良瀬川の沿岸平野部の3地域に大別される。
東部の八溝山地は標高600 - 1,000mの阿武隈高地に続く比較的なだらかな山地が連なる。
北部から西部にかけての山岳地帯は日光国立公園、尾瀬国立公園（帝釈山、田代山湿原周辺）に指定されており、日光・鬼怒川・川治・塩原・那須などの観光地がある。北部には奥羽山脈（那須火山帯）に連なる那須連山・高原・男体・日光白根山などの諸火山がある。日光連山他の険しい山岳地帯は、標高2,000m以上の山脈が関東の北限を形成し、瀑布や湖沼が点在している。また、諸河川の源にもなっており、鬼怒川は中央部を、渡良瀬川は群馬県との県境を流れ利根川に合流し、那珂川は八溝地域から東折し茨城県に入り、ともに太平洋に注いでいる。
南部・東部は、そのほとんどが関東平野の一端で、首都圏の一角として市街化が進んでいる。
群馬県や茨城県、福島県の隣接自治体と深いつながりを持つ県内市町がある一方で、埼玉県との隣接に関しては、渡良瀬遊水地により飛地になっている栃木市藤岡町下宮地区とのみ、自動車用道路で往来可能である。事実上、自動車や鉄道で埼玉県に入る場合、群馬県か茨城県を経由しなければならない。栃木県と埼玉県を結ぶ主要幹線の国道4号、東北本線、東北新幹線は茨城県、同じく東北自動車道、東武伊勢崎線、東武日光線は群馬県を経由して埼玉県に入る。
なお、この地区は全国でもまれな、栃木県・群馬県・埼玉県の3県境が田畑の中に存在し、看板が設置されている。

### 地形
中南部地域は関東平野の中北部に立地し、南端部には渡良瀬川と思川、利根川、また田川と鬼怒川のそれぞれ合流点があり、茨城県、群馬県、埼玉県と境界を接している。一方、県北西部地域は奥羽山脈の南端部に位置し、山岳地域となっている。北東部は低山地で那珂川が縦断して開析が進んだ八溝山地とともに茨城県境を形成している。北西部は関東地方屈指の山岳地帯であり、標高2,000メートル以上の山並みが続き群馬県および福島県との境界を形成している。特に日光連山は標高2,300メートル以上の峻険な独立峰を複数有し、空気の澄んだ日には関東南部からも遠望できる。この日光連山と八溝山地の北部接点付近に立地する那須岳は関東の最北端であり、福島県との境を成す。
平野
- 関東平野
  - 那須野が原（扇状地）

台地・丘陵
- 宇都宮丘陵
- 塩那丘陵
- 宝木台地
- 鬼怒川左岸台地

山地
- 奥羽山脈（那須火山帯）
  - 那須岳（那須連山）
- 下野山地
  - 大佐飛山地 - 大佐飛山、日留賀岳
  - 高原山 - 鶏頂山
  - 塩谷山地
  - 帝釈山地 - 帝釈山、田代山
- 八溝山地
  - 八溝山
- 日光連山（日光火山群）
  - 男体山
  - 大真名子山
  - 小真名子山
  - 帝釈山
  - 女峰山
  - 赤薙山
  - 太郎山
  - 白根山
- 足尾山地
  - 皇海山
  - 袈裟丸山
  - 庚申山
- 篠井富屋連峰
- 羽黒山
- 太平山

川
- 那珂川
  - 箒川
    - 蛇尾川

  - 荒川
    - 内川
    - 江川
- 鬼怒川
  - 大谷川
  - 田川
    - 釜川
- 小貝川
- 渡良瀬川
  - 思川
  - 姿川
    - 新川

湖
- 中禅寺湖
- 湯の湖
- 鬼怒沼
- 五色沼
- 大沼
- 渡良瀬遊水地
- 西ノ湖
- 切込・刈込湖
- 多田羅沼

高原・湿原
- 那須高原
- 沼ッ原湿原
- 戦場ヶ原
- 小田代原
- 霧降高原
- 八方ヶ原
- 鬼怒川高原
- 鬼怒沼
- 井戸湿原
- 古峰ヶ原湿原
- 都沢湿原
- 渡良瀬遊水地

峠
- 金精峠
- 山王峠
- 細尾峠
- 境明神峠
- 大峠
- 仏ノ山峠
- 粕尾峠

### ギャラリー

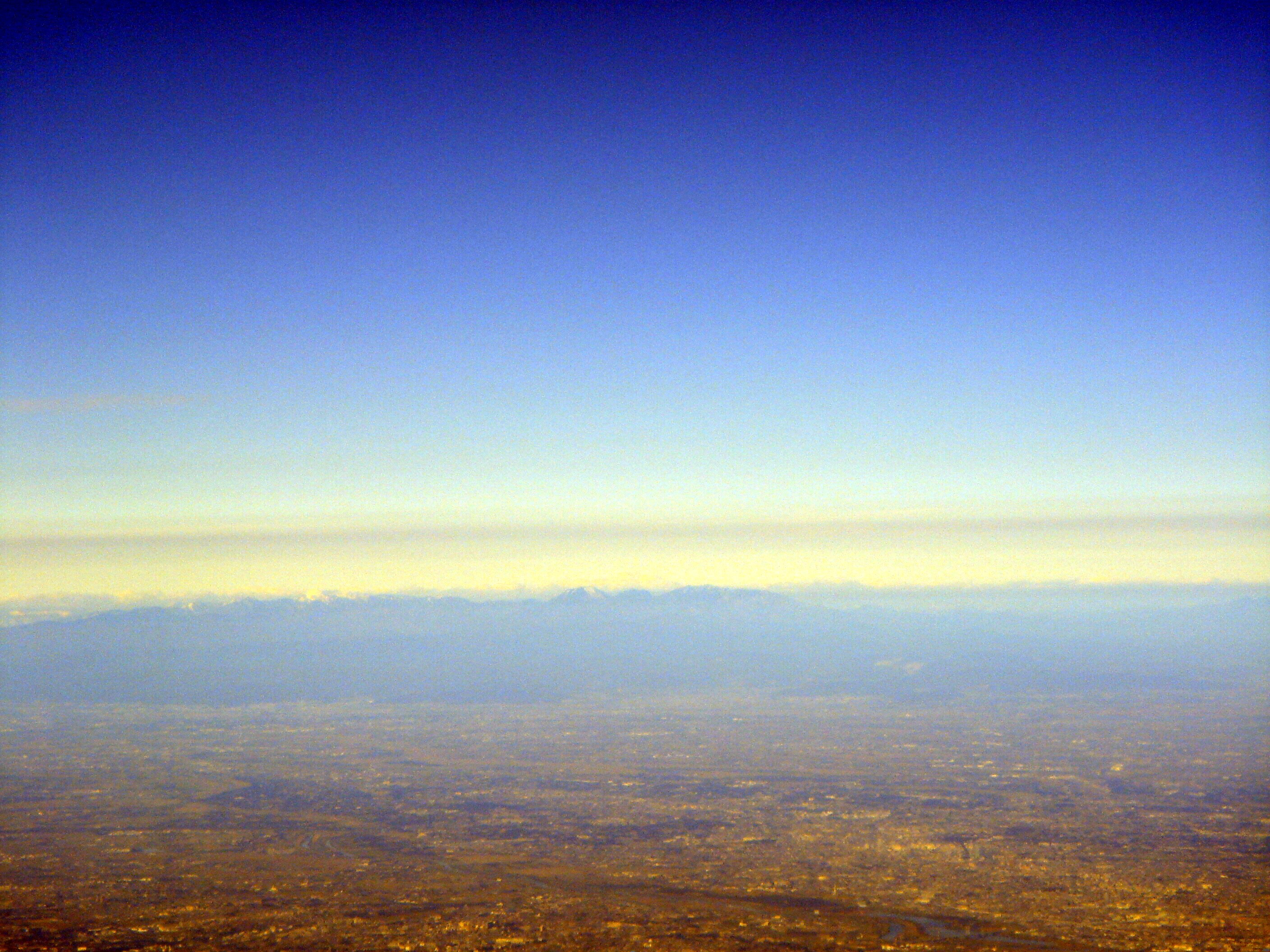
関東平野。奥に男体山と日光連山。
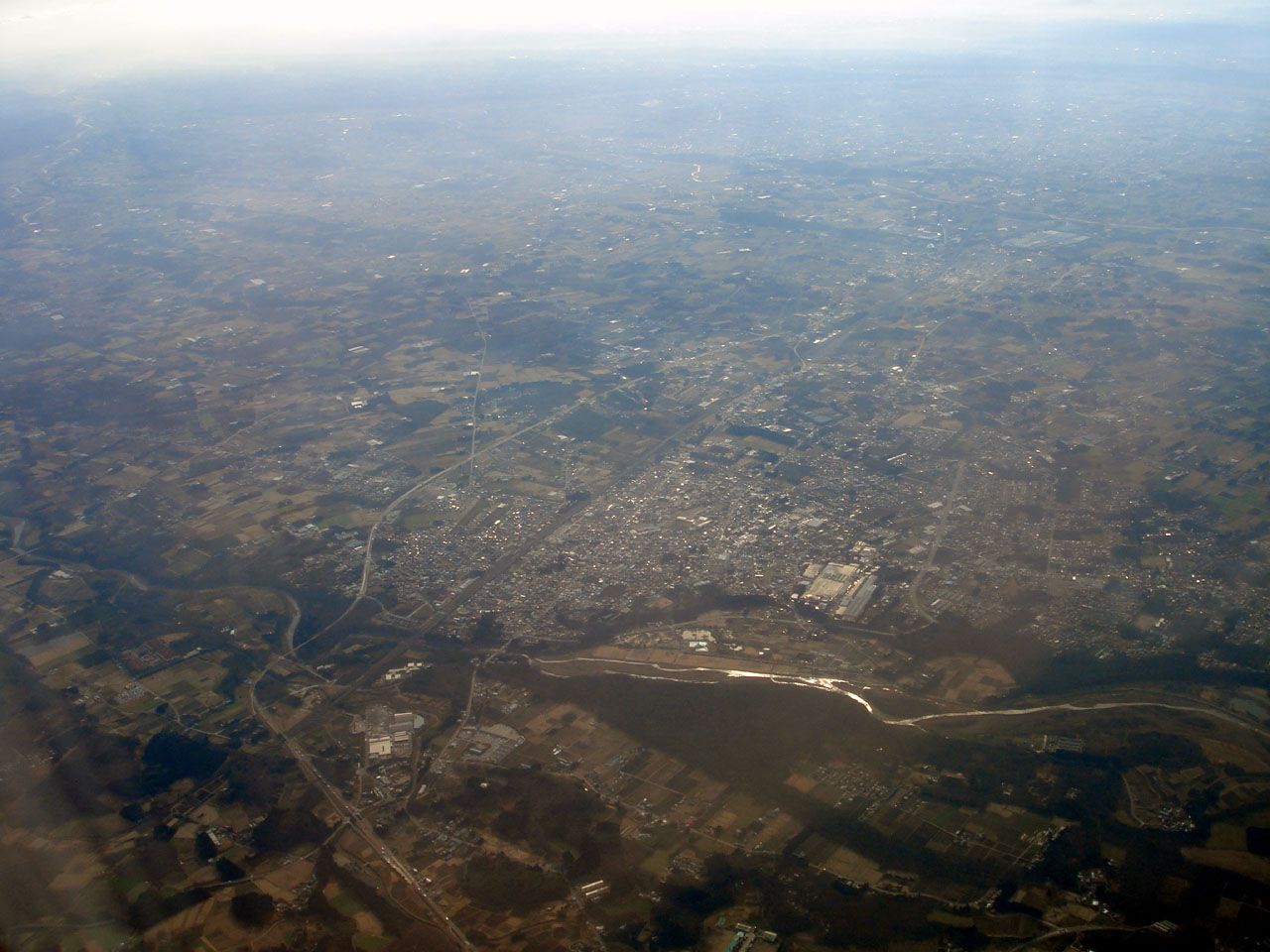
那珂川と那須野が原。（解説画像）
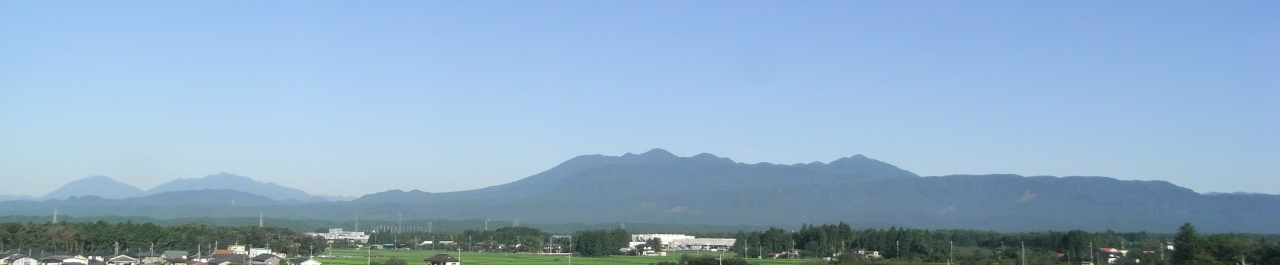
高原山と奥男体山、女峰山。（解説画像）
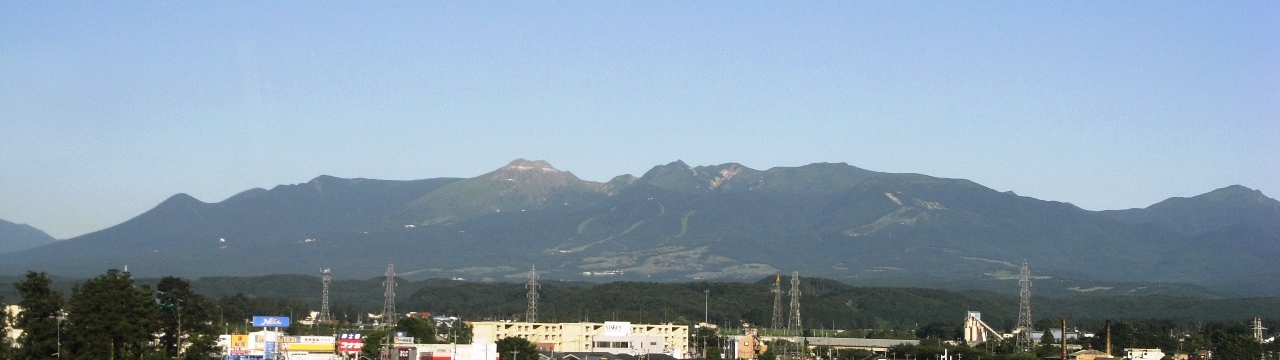
那須岳と那須高原。
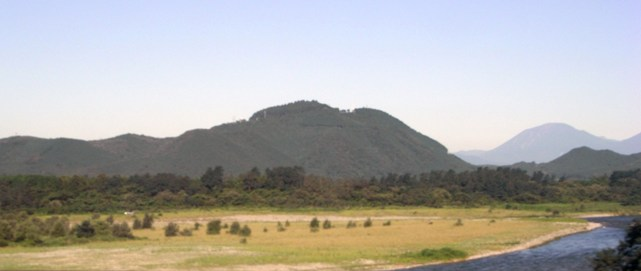
手前鬼怒川。奥に羽黒山、男体山。
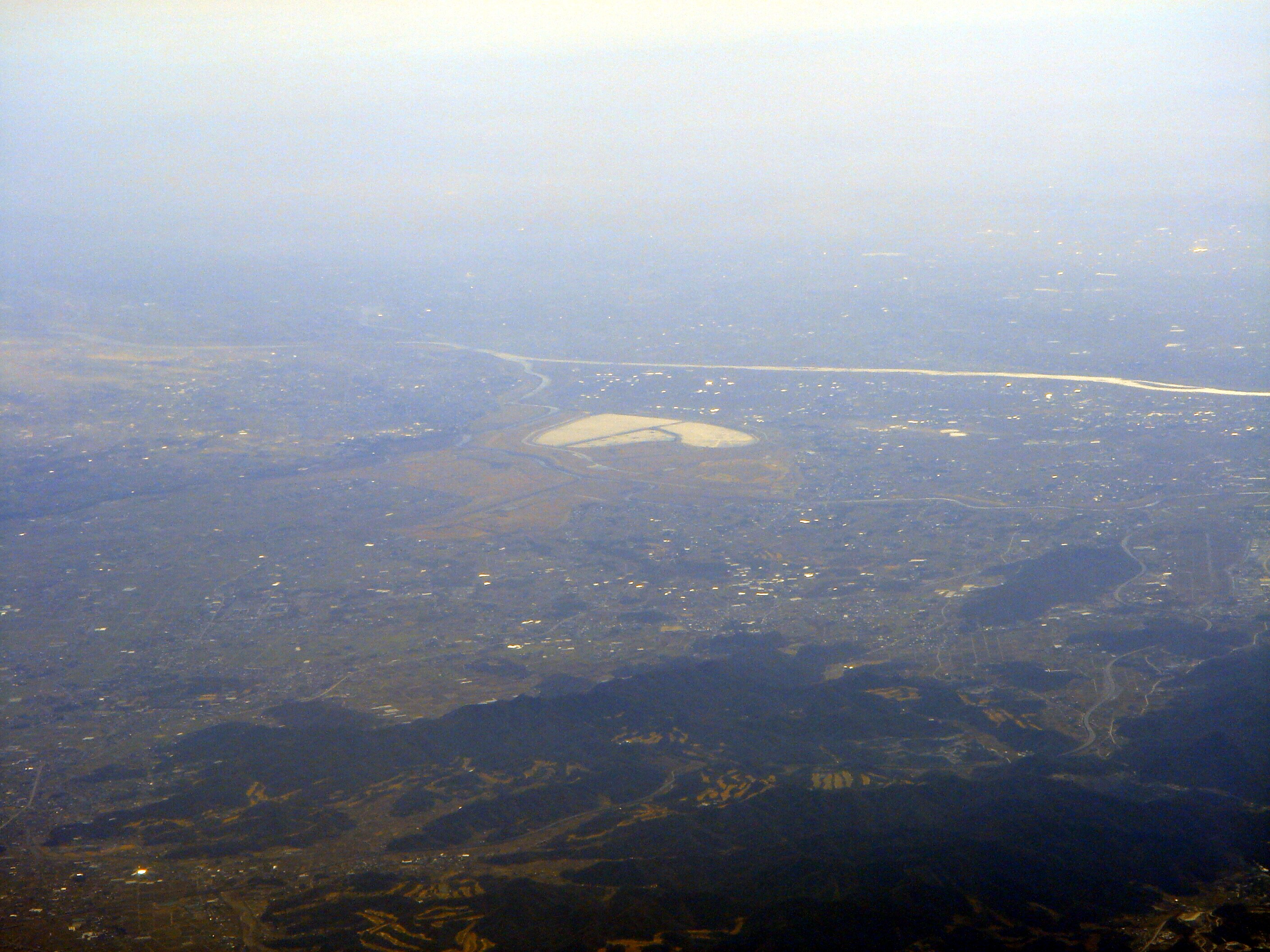
関東平野と渡良瀬遊水地、渡良瀬川。

### 自然公園
- 国立公園
  - 日光国立公園、尾瀬国立公園（帝釈山、田代山湿原周辺）
- 県立自然公園
  - 益子県立自然公園、太平山県立自然公園、唐沢山県立自然公園、前日光県立自然公園、足利県立自然公園、宇都宮県立自然公園、那珂川県立自然公園、八溝県立自然公園

### 気候
気候は太平洋側気候を呈し、山間部では冬季の降雪、また平地部では同じく冬季の乾燥と夏季の雷を特徴とする。全県で夏季多雨多湿、冬季少雨乾燥を呈し、年間降水量は山間部で多く奥日光では2,000mmを超すが、平地部では少なく県南部では1,200mm程度である。
- 栃木県は地理的に日本の太平洋側に位置し、その気候は全県下で太平洋側気候の特徴を呈する。栃木県内各地の気象庁気象統計を見ると、栃木県内全域が内陸部に位置することから内陸性気候（日較差大、年較差大）、また山岳部については山岳気候（冷涼）、より日本海に近い山間部では日本海側気候（冬に積雪）の特性を呈する地区もあるが、何れの地域も日本の太平洋側地域の共通の特徴である、夏多雨多湿、冬少雨乾燥（太平洋側気候）の特性が強く、周囲の山岳によって年間通して降水量が少なく低湿である中央高地式気候の特性は見られない。

- ケッペンの気候区分では、おおむね平野部が温暖湿潤気候に属し、中北部が温帯夏雨気候、北部山地部が西岸海洋性気候、北西部山岳部が亜寒帯冬季少雨気候に属する。この北西部山岳部は豪雪地帯に指定されている地域もあるが、こうした地域でも夏季は高温多雨多湿となり植物が繁茂する。冬季に豪雪（積雪として30-70cm程度）となる山間部の通年居住人口は極めて少なく、住民のほとんどは平野部に居住している。

- 栃木県の冬は、冬型の気圧配置が強まると「二荒おろし」や「男体おろし」や北東部では「那須おろし」などと呼ばれる非常に冷たく乾燥した強風、からっ風が吹き少雨低湿となる。このため冬は晴天となる日が多く、年間のうち日照時間が最も長い季節となっている。冬の晴天日には放射冷却の影響を強く受け、日の出前後に氷点下となり、温暖な県中南部の平地でも-5度を下回ることも多い。一方、日中は晴れれば5-10度まで、暖かい日は平野部では15度程度まで上がることもあるなど、日較差が非常に大きい。

- 夏は、太平洋高気圧が吹き出す高温多湿な南風の影響を強く受け、全県下で高温多湿となる。この南風が山地部で積乱雲（雷雲）を発生させるため栃木県は雷が多い地域となっており、宇都宮では平均年間雷日数24.0日のうち夏季（5、6、7、8、9月）の雷日数が20日を越え、関東地方内では突出して多い[注釈 1]。

- 以下の表は栃木県下の気象庁観測点の統計値である。これによると、県内全体が共通して夏季多雨、冬季少雨となっており、ケッペンの気候区分の基準に外挿すると、土呂部と奥日光が亜寒帯冬季少雨気候、五十里と那須が西岸海洋性気候、黒磯、大田原、今市（日光）、塩谷、鹿沼が温帯夏雨気候、ほかは温暖湿潤気候に類される。

| 平年値 （月単位） | 平年値 （月単位） | 北西部山岳部 | 北西部山岳部 | 北部        | 北部        | 北部        | 北部        | 中部          | 中部        | 中部        | 中部        | 中部        | 東部        | 南部        | 南部        |
| 平年値 （月単位） | 平年値 （月単位） | 土呂部       | 奥日光       | 五十里      | 那須        | 黒磯        | 大田原      | 今市 （日光） | 塩谷        | 鹿沼        | 宇都宮      | 真岡        | 烏山        | 小山        | 佐野        |
| ----------------- | ----------------- | ------------ | ------------ | ----------- | ----------- | ----------- | ----------- | ------------- | ----------- | ----------- | ----------- | ----------- | ----------- | ----------- | ----------- |
| 平均 気温 (℃)     | 最暖月            | 19.8 (8月)   | 18.5 (8月)   | 21.7 (8月)  | 20.8 (8月)  | 23.2 (8月)  | 24.0 (8月)  | 22.9 (8月)    | 23.9 (8月)  | 24.2 (8月)  | 25.3 (8月)  | 24.9 (8月)  | 24.3 (8月)  | 25.5 (8月)  | 25.4 (8月)  |
| 平均 気温 (℃)     | 最寒月            | -4.1 (1月)   | -4.2 (2月)   | -1.9 (1月)  | -1.8 (2月)  | 0.6 (1月)   | 1.5 (1月)   | 0.4 (1月)     | 0.8 (1月)   | 1.2 (1月)   | 2.1 (1月)   | 1.3 (1月)   | 1.7 (1月)   | 2.4 (1月)   | 2.7 (1月)   |
| 降水量 (mm)       | 最多月            | 272.4 (8月)  | 393.9 (8月)  | 258.9 (9月) | 324.5 (8月) | 244.5 (8月) | 239.5 (8月) | 305.3 (8月)   | 274.0 (8月) | 242.6 (9月) | 234.5 (9月) | 202.8 (9月) | 215.0 (9月) | 190.6 (9月) | 189.6 (9月) |
| 降水量 (mm)       | 最少月            | 45.0 (12月)  | 36.0 (12月)  | 39.9 (12月) | 41.0 (12月) | 24.0 (12月) | 22.6 (12月) | 24.5 (12月)   | 22.2 (12月) | 22.5 (12月) | 25.5 (12月) | 25.5 (12月) | 25.4 (12月) | 22.9 (12月) | 19.1 (12月) |

#### 各地域別の特徴
- 北西部山岳部・奥日光 … 亜寒帯冬季少雨気候に属し、夏季は冷涼、冬季は寒さが厳しい。標高1000mを超える地域では厳冬期には零下20度以下まで下がることもあり、特に標高1400mを超える戦場ヶ原では零下30度前後を記録したこともある関東地方の寒極であり[9]、北海道内陸並みの気候である。標高1291mに測候所が置かれている中禅寺湖畔は湖効果により、朝晩の冷え込みは幾分和らぐが、日中はほとんどが氷点下の真冬日となる。奥日光は年間降水量が2000mmと多く、大半が夏季である。

- 北部平野部・那須高原 … 那須高原などの北部山地部は西岸海洋性気候に属し、冬季は曇りや雪の日も多いため、特に那須アメダスのような傾斜部では放射冷却は幾分緩和され、標高の割には比較的冷え込みが緩い日も多い。しかし日較差は小さく、日中の気温は低いために真冬日になることも多い。夏季は冷涼で避暑地となる。一方、北部平野部では冷気もたまりやすく、冷える時は零下10度を下回る寒さとなる。黒磯や大田原では21世紀に入っても零下10度以下まで下がることがある。しかしながら、季節風の影響で曇りの日も多いため、東部のような冷え込みは長くは続かないことも多い。夏季は平野部でも冷涼で熱帯夜になることはほとんど無く、過ごしやすい。

- 県東地域・芳賀郡・那須郡南部 … 真岡市や那須烏山市など鬼怒川以東に属する茨城県県境に近い地域が該当する。栃木県内平野部としては、最も冬の冷え込みが厳しい地域で、1月の平均最低気温は真岡で零下5℃に達する。那須烏山でも観測が開始された2010年から3年連続で1月の平均最低気温が零下6℃以下となっており、季節風が弱く、放射冷却が起こりやすいことから関東平野部では最も冷え込む場所である。ほぼ毎年極値は零下10度以下を記録する。一方夏季も日中は気温が上がるものの朝晩は涼しく、比較的過ごしやすい。

- 県央地域 … 宇都宮市など栃木県内の中央平野部が該当する。宇都宮ではヒートアイランド現象の影響が顕著であり、年間を通して最低気温が急上昇している。特に1月の平均最低気温は零下2.7℃と栃木県内で最も高く、1961年 - 1990年旧旧平年値の零下4.5度から大幅に上昇した。8月の平均最低気温も22.7度と栃木県内では最も高く、熱帯夜の数も最も多い。しかしそれ以外の地域では東部ほどではないが冷え込みが厳しく、1月の平均最低気温は塩谷で零下4.6℃、今市で零下4.2℃、鹿沼では零下3.9℃などとなっており、宇都宮を除き21世紀に入っても零下10度前後まで下がっている。夏季は日中は真夏日も多く暑くなるものの、朝晩は涼しいことが多い。

- 県南地域 … 小山市や佐野市、足利市など群馬県や茨城県西地域に近接する地域。夏季は猛暑日となることも多く、栃木県内で最も暑さが厳しい。冬季は宇都宮を除く栃木県内他地域と比較すると温暖だが、零下8度前後まで下がる日もある。

## 地域

### 地域区分
以下は栃木県庁による3地域区分である。広域行政では10圏域に区分される。
- 県央地域
  - 宇都宮地区（宇都宮市・河内郡）
  - 鹿沼地区（鹿沼市）
  - 真岡地区（真岡市・芳賀郡）
- 県南地域
  - 安足地区（足利市・佐野市）
  - 栃木地区（栃木市・下都賀郡壬生町）
  - 小山地区（小山市・下野市・下都賀郡野木町）
- 県北地域
  - 日光地区（日光市）
  - 那須地区（大田原市・那須塩原市・那須郡那須町）
  - 塩谷地区（矢板市・さくら市・塩谷郡）
  - 南那須地区（那須烏山市・那須郡那珂川町）

以下は環境森林事務所などによる4地域区分である。宇都宮地区が県東地域に含まれる。
- 県東地域（宇都宮市・真岡市・河内郡・芳賀郡）
- 県西地域（鹿沼市・日光市）
- 県南地域（足利市・栃木市・佐野市・小山市・下野市・下都賀郡）
- 県北地域（大田原市・矢板市・那須塩原市・さくら市・那須烏山市・塩谷郡・那須郡）

以下は観光動態調査などによる5地域区分である。塩谷地区北部が那須地域に、塩谷地区南部と南那須地区が県央地域に含まれる。
- 日光地域（日光市）
- 那須地域（大田原市・矢板市・那須塩原市・塩谷郡塩谷町・那須郡那須町）
- 県央地域（宇都宮市・鹿沼市・さくら市・那須烏山市・河内郡・塩谷郡高根沢町・那須郡那珂川町）
- 県東地域（真岡市・芳賀郡）
- 県南地域（足利市・栃木市・佐野市・小山市・下野市・下都賀郡）

以下は農業振興事務所・教育事務所などによる7地域区分である。塩谷地区と南那須地区が同一の管轄区域となる。
- 河内地区（宇都宮市・河内郡）
- 上都賀地区（鹿沼市・日光市）
- 芳賀地区（真岡市・芳賀郡）
- 下都賀地区（栃木市・小山市・下野市・下都賀郡）
- 塩谷南那須地区（矢板市・さくら市・那須烏山市・塩谷郡・那須郡那珂川町）
- 那須地区（大田原市・那須塩原市・那須郡那須町）
- 安足地区（足利市・佐野市）

以下は昭和前期までの旧郡市・旧地方事務所による8地域区分である。
- 河内地区（宇都宮市・河内郡）
- 上都賀地区（上都賀郡）
- 芳賀地区（芳賀郡）
- 下都賀地区（栃木市・下都賀郡）
- 塩谷地区（塩谷郡）
- 那須地区（那須郡）
- 安蘇地区（佐野市・安蘇郡）
- 足利地区（足利市・足利郡）

以下は土木事務所などによる9地域区分である。
- 宇都宮地区（宇都宮市・河内郡）
- 鹿沼地区（鹿沼市）
- 日光地区（日光市）
- 真岡地区（真岡市・芳賀郡）
- 栃木地区（栃木市・小山市・下野市・下都賀郡）
- 矢板地区（矢板市・さくら市・塩谷郡）
- 大田原地区（大田原市・那須塩原市・那須郡那須町）
- 烏山地区（那須烏山市・那須郡那珂川町）
- 安足地区（足利市・佐野市）

#### 地域区分対照表
| 三区分 | 四区分 | 七区分     | 八区分 | 九区分 | 十区分 | 市郡町                                           |
| ------ | ------ | ---------- | ------ | ------ | ------ | ------------------------------------------------ |
| 県北   | 県北   | 那須       | 那須   | 大田原 | 那須   | 大田原市、那須塩原市、那須郡（那須町）           |
| 県北   | 県北   | 塩谷南那須 | 那須   | 烏山   | 南那須 | 那須烏山市、那須郡（那珂川町）                   |
| 県北   | 県北   | 塩谷南那須 | 塩谷   | 矢板   | 塩谷   | 矢板市、さくら市、塩谷郡（塩谷町、高根沢町）     |
| 県北   | 県西   | 上都賀     | 上都賀 | 日光   | 日光   | 日光市                                           |
| 県央   | 県西   | 上都賀     | 上都賀 | 鹿沼   | 鹿沼   | 鹿沼市                                           |
| 県央   | 県東   | 河内       | 河内   | 宇都宮 | 宇都宮 | 宇都宮市、河内郡（上三川町）                     |
| 県央   | 県東   | 芳賀       | 芳賀   | 真岡   | 真岡   | 真岡市、芳賀郡（益子町、茂木町、市貝町、芳賀町） |
| 県南   | 県南   | 下都賀     | 下都賀 | 栃木   | 小山   | 小山市、下野市、下都賀郡（野木町）               |
| 県南   | 県南   | 下都賀     | 下都賀 | 栃木   | 栃木   | 栃木市、下都賀郡（壬生町）                       |
| 県南   | 県南   | 安足       | 安蘇   | 安足   | 安足   | 佐野市                                           |
| 県南   | 県南   | 安足       | 足利   | 安足   | 安足   | 足利市                                           |

### 県内市町
以下の14市5郡11町がある。町はすべて「まち」と読む。栃木県内に村は無い。ただし、平成の大合併以前には“村”があり、その時はすべて「むら」と読んでいた。
- 市
  - 宇都宮市（県庁所在地、中核市）

県中部の中心都市。1896年（明治29年）4月1日、河内郡宇都宮町が栃木県内で初めて市制施行。2007年（平成19年）3月31日、河内郡上河内町・河内町を編入。市東部に鬼怒川、中部に田川・釜川、西部に姿川が流れる。田川東岸に宇都宮線・日光線宇都宮駅、田川西岸に東武宇都宮駅があり、釜川沿岸のオリオン通りは栃木県内最大の繁華街となっている。古代に式内社・二荒山神社が創建され、平安時代に北面武士で鎌倉御家人であった宇都宮氏によって宇都宮城が築かれ、江戸時代以降は日光街道と奥州街道の追分に宇都宮宿が整備され、鳥居前町・城下町・宿場町として繁栄した。明治期以降は関東軍師団連隊が駐留する軍都、太平洋戦争終結後は北関東工業地域の主要工業都市としての機能を加えながら、東北新幹線・東北自動車道などの高速交通網が接続する県内交通の要衝として発達し、市域人口は約51万8千人で栃木県内で最も多く、100万人以上の都市圏人口を擁する宇都宮都市圏の中心都市となっている。市北西部の大谷町は大谷石の採掘地で、大谷寺・大谷磨崖仏・大谷資料館がある。宇都宮名物として餃子が知られており、宇都宮駅前に大谷石造の餃子像が設置されている。
  - 足利市（地方拠点都市）

県南西部の中心都市。1921年（大正10年）1月1日、足利郡足利町が栃木県内2番目・県南部で初めて市制施行。1962年（昭和37年）10月1日、足利郡御厨町・坂西町を編入。古くは足利庄が栄えて清和源氏義家流・足利氏発祥の地として知られ、隣接する群馬県桐生市とともに織物業が盛んである。市域の中部を渡良瀬川が流れ、渡良瀬川北岸の旧市街に織姫神社、フランシスコ・ザビエルが「坂東の大学」と呼んだ足利学校、多数の国宝や重要文化財などの古書を保管している足利学校遺蹟図書館、足利氏の館跡である鑁阿寺、足利市立美術館、草雲美術館、両毛線足利駅がある。渡良瀬川南岸に東武伊勢崎線足利市駅、旧日光例幣使街道八木宿・梁田宿跡がある。両毛地域に位置する群馬県桐生市や太田市との結びつきが強く、東武特急りょうもうが新桐生・太田方面から足利市を経て北千住・浅草方面に通じている。人口は約14万9千人で栃木県内第4位。昭和後期から平成前期までは両毛地域で人口最多の市であった。現在は両毛地域の文京都市として発展し、市中西部の山前地区に足利大学、市東部の富田地区に栗田美術館・あしかがフラワーパークがある。
  - 栃木市（地方拠点都市）

県南部の市。旧栃木県庁所在地。下都賀地区西部の中心地。旧日光例幣使街道の宿場町。巴波川の水運で栄えた商都で「小江戸」と称される。1937年（昭和12年）4月1日、下都賀郡栃木町が栃木県内3番目に市制施行。1954年（昭和29年）9月30日、下都賀郡大宮村・皆川村・吹上村・寺尾村を編入。1957年（昭和32年）3月31日、下都賀郡国府村を編入。2010年（平成22年）3月29日、下都賀郡大平町・藤岡町・都賀町と合併し新たに栃木市が発足。2011年（平成23年）10月1日に上都賀郡西方町を編入。2014年（平成25年）4月5日に下都賀郡岩舟町を編入。中心市街地は江戸後期から明治にかけての古い町並みが残る「蔵の街」として知られ、巴波川沿岸の嘉右衛門町は重要伝統的建造物群保存地区に選定されている。市街地西部に景勝地で「陸の松島」と称される太平山がある。市東部の国府地区に下野総社の大神神社、下野国庁跡がある。市南西部の岩舟地域に岩船山・岩舟石の資料館がある。市南部の藤岡地域に渡良瀬遊水地があり、希少生物が多く生息する。人口は約15万9千人で栃木県内第3位。
  - 佐野市（地方拠点都市）

県南西部の市。1943年（昭和18年）4月1日、安蘇郡佐野町・植野村・界村・犬伏町・堀米町・旗川村が合併し初代佐野市が発足。2005年（平成17年）2月28日、旧佐野市・田沼町・葛生町が合併し新たに佐野市が発足。渡良瀬川・出流川・旗川・秋山川が流れる。市街地中心部に朝日森天満宮、佐野厄除け大師、両毛線・東武佐野線の佐野駅がある。市南東部に佐野新都市、市東部に三毳山がある。佐野ラーメン、いもフライが名物で、佐野ブランドキャラクターのさのまるはラーメン鉢の笠を被りフライの剣を佩いた侍の姿をしている。中心市街の佐野は古く天明（）と称し、日光例幣使街道の天明宿や伝統工芸の天明鋳物にその名をとどめる。出流川沿岸の赤見に出流原弁天池、赤見温泉があり、大正期に富田から出流原まで赤見鉄道が通じていた。秋山川中流西岸に位置する田沼は東武佐野線が通じ、一瓶塚稲荷神社がある。秋山川上流東岸に位置する葛生は東武佐野線の終点で、建築資材のドロマイト、石灰岩の産地として知られ、葛生化石館や佐野市立吉澤記念美術館、スバル研究実験センターがある。人口は約11万8千人で栃木県内第5位。
  - 鹿沼市

県中西部の市。上都賀地区の中心地。1948年（昭和23年）10月10日、上都賀郡鹿沼町が市制施行。1954年（昭和29年）10月1日、旧鹿沼市・上都賀郡菊沢村・東大芦村・北押原村・板荷村・西大芦村・加蘇村・北犬飼村が合併し新たに鹿沼市が発足。1955年（昭和30年）7月28日、南摩村を編入。同年10月1日、南押原村を編入。2006年（平成18年）1月1日、粟野町を編入。市の中部を黒川が流れる。もと日光例幣使街道の宿場町。日光山造営に係わった彫刻師の影響を受けた彫刻屋台や木工の町であり、家具や建具、鹿沼土、サツキの産地として知られる。市街地東部に日光線鹿沼駅、市街地南部に東武日光線新鹿沼駅がある。市中心部の今宮神社の屋台行事は国の重要無形民俗文化財に指定されている。市西部の古峯ヶ原に鎮座する古峯神社は日本武尊を祭り、修験の霊場として「天狗の社」と呼ばれる。市東部の北犬飼地区に東北自動車道鹿沼ICがあり、ICに隣接する鹿沼工業団地一帯はさつき町と名付けられている。人口は約9万8千人で栃木県内第7位。
  - 日光市

県北西部の市。1954年（昭和29年）2月11日、上都賀郡日光町が小来川村を編入し市制施行。同年3月31日、上都賀郡今市町が落合村・河内郡豊岡村を編入・市制施行し今市市が発足。2006年（平成18年）3月20日に今市市・旧日光市・上都賀郡足尾町・塩谷郡藤原町・栗山村が合併し新たに日光市が発足。市役所本庁は今市本町に置かれる。全国の市では高山市と浜松市に次いで全国第三位、栃木県全体の約22%を占める広大な面積を有している。日光は古く日光修験の霊場として開かれ、日光東照宮・輪王寺・日光二荒山神社、奥日光に日光湯元温泉がある。今市地区は旧日光街道・日光例幣使街道の宿場で、街道沿線に日光杉並木がある。藤原地区に鬼怒川温泉・東武ワールドスクウェア・日光江戸村、栗山地区に湯西川温泉・奥鬼怒温泉郷がある。日光線・東武日光線が鹿沼から今市を経て日光に通じ、今市から東武鬼怒川線が分岐し鬼怒川・藤原を経て野岩鉄道の湯西川方面に直通する。足尾地区に足尾銅山跡があり、渡良瀬川中流部の桐生から上流部の間藤にかけてわたらせ渓谷鐵道が通じている。東武鬼怒川線では2017年より蒸気機関車・C11形を用いてSL大樹を運行している。水力発電による電力を利用した銅の精錬、電線生産、東京までの遠距離送電などで日本の近代化に貢献した。人口は約8万3千人で県内第8位。
  - 小山市（地方拠点都市）

県南部の市。下都賀地区東部の中心地。1954年（昭和29年）3月31日、下都賀郡小山町・大谷村が合併し市制施行。1963年（昭和38年）4月18日、間々田町・美田村を編入。1965年（昭和40年）9月30日、桑絹町を編入。人口は約16万6千人で栃木県内第2位。市の中部を思川が流れる。小山市原産の思川桜は市の花に制定されており、思川堤は桜の名所となっている。国道4号、国道50号の2本の国道が市内で交差し、東北新幹線、宇都宮線、両毛線、水戸線が集まる交通の要衝である。小山ゆうえんち跡地のおやまゆうえんハーヴェストウォークやイオンモール小山などの商業集積があり、年間商品販売額が栃木県内第2位で県南部の商業の中心となっている。市北東部の桑絹地区は茨城県結城市に隣接し結城紬の産地として知られる。
  - 真岡市

県南東部の市。芳賀地区の中心地。1954年（昭和29年）3月31日、芳賀郡真岡町・山前村・大内村・中村が合併し新たに真岡町が発足。同年10月1日、市制施行。2009年（平成21年）3月23日、二宮町を編入。人口は約7万9千人。古くは伝統工芸・真岡木綿の産地であり、二宮尊徳の報徳仕法が施された土地である。現在は、二宮町の編入によりイチゴの生産量日本一の自治体となっている。市域は鬼怒川・五行川流域の平地に広がり、米作や果樹・綿花栽培が盛んである。本田技研工業や日産自動車の工場が立地。下館と茂木を結ぶ真岡鐵道は蒸気機関車・C12形が走り、真岡駅舎は蒸気機関車の形を模しており、9600形を展示するSLキューロク館が併設されている。
  - 大田原市（地方拠点都市）

県北部の市。那須地区中部の中心地。1954年（昭和29年）12月1日、那須郡大田原町・親園村・金田村が合併し市制施行。1955年（昭和30年）11月5日、佐久山町を編入。2005年（平成17年）10月1日、湯津上村・黒羽町を編入。人口は約7万5千人。市の中東部に那珂川、中部に蛇尾川が流れる。奥州街道の宿場町、大田原氏の城下町として栄え、蛇尾川西岸の旧市街に大田原城跡・大田原神社・光真寺がある。広大な那須野が原の水田により米の生産高は栃木県内1位である。那須野が原に大手企業の工場を誘致し、製造品出荷額は栃木県内有数であり工業都市の側面を持つ。西部の野崎地区に宇都宮線野崎駅がある。中東部の湯津上地区に侍塚古墳群、那須国造碑、栃木県なかがわ水遊園がある。東部の黒羽地区に雲巌寺など松尾芭蕉の長逗留場所がある。
  - 矢板市

県北部の市。塩谷地区北部の中心地。1955年（昭和30年）1月1日、塩谷郡矢板町・泉村・片岡村が合併し新たに矢板町が発足。1958年（昭和33年）11月1日、市制施行。高原山や塩那丘陵などの里山に囲まれた人口約3万人の小都市で、都会田舎（トカイナカ）を標榜している。市街地南部にシャープ栃木工場が立地。市北部の泉地区に高原山黒曜石原産地遺跡群、寺山観音寺、荒井家住宅がある。冷涼な気候を利用したリンゴの生産は栃木県一位である。市南部の片岡地区に東北自動車道矢板ICがある。
  - 那須塩原市

県北部の市。那須地区北部の中心地。1970年（昭和45年）11月1日、那須郡黒磯町が市制施行し黒磯市が発足。2005年（平成17年）1月1日、黒磯市・那須郡西那須野町・塩原町の合併により発足。人口は約11万7千人、県北最多人口の多核都市である。市の北東部に那珂川、西部に箒川が流れる。那須野が原の扇頂付近は酪農地で、生乳の生産が盛ん。扇央部分の平野部は明治時代に開削された那須疏水により広大な水田が広がり、自動車用タイヤの大型工場などが立地する。宇都宮線・東北新幹線・東北自動車道が通じ、黒磯地区に黒磯駅、東那須野地区に那須塩原駅・黒磯板室IC、西那須野地区に西那須野駅・西那須野塩原ICがある。北西部の塩原・高林地区は温泉・保養地で、塩原温泉・板室温泉、ハンターマウンテン塩原がある。
  - さくら市

県北部の市。塩谷地区南部の中心地。2005年（平成17年）3月28日、塩谷郡氏家町・喜連川町が合併し発足。人口は約4万5千人。市名は市内に桜の名所が多数存在することに由来する。市中心部の氏家は旧奥州街道・会津中街道の宿場で、宇都宮線氏家駅がある。氏家駅は喜連川地区・那須郡那珂川町馬頭地区と宇都宮市北部の上河内地区を結ぶバス交通の拠点で、人口規模に比較して商圏が広く大型の商業施設が多数進出している。喜連川は城下町及び同街道の宿場町で、美肌の湯が特徴な温泉が存在する。2011年の東日本大震災以前は喜連川城スカイタワーが存在していた。
  - 那須烏山市

県東部の市。2005年（平成17年）10月1日、那須郡烏山町・南那須町が合併し発足。人口は約2万7千人。市の中部を那珂川が流れる。烏山は南那須地区の中心地で、山車行事の山あげ祭、伝統工芸の烏山和紙、烏山城を舞台とした蛇姫様物語で知られる。大蛇伝説の残る甌穴のある龍門の滝がある。東西をJR烏山線が通じ、中心駅である烏山駅が同線の終点で、茨城県常陸大宮市高部（旧美和村）に市営バス路線が通じている。
  - 下野市

県南部の市。2006年（平成18年）1月10日、下都賀郡石橋町・国分寺町・河内郡南河内町の合併により発足。人口は約6万人。市域は姿川・田川沿岸の平地に広がる。古くは下野薬師寺・国分寺・国分尼寺があり、古代東国の仏教文化の中心地であった。現在は宇都宮線小山車両センターや自治医科大学の所在地として知られる。中心市街は旧日光街道の宿場である石橋・小金井と自治医科大学周辺のグリーンタウンしもつけ地区に分散し、市役所は自治医大駅西の笹原地区に置かれる。かんぴょうの生産量が日本一である。
- 河内郡
  - 上三川町

県中部の町。1893年（明治26年）7月1日、町制施行。1955年（昭和30年）4月29日、旧上三川町・本郷村・明治村が合併し新たに上三川町が発足。町の東端を鬼怒川、中西部を田川が流れる。町の中部に白鷺神社、北部に日産自動車栃木工場、西部に宇都宮線宇都宮貨物ターミナル駅がある。
- 芳賀郡
  - 益子町

芳賀郡中部の町。1894年（明治27年）3月1日、町制施行。1954年（昭和29年）6月1日、旧益子町・七井村・田野村が合併し新たに益子町が発足。益子焼の産地として知られる。中心地区の益子は小貝川東岸に位置する。高館山中腹に西明寺がある。
  - 茂木町

芳賀郡東部の町。1889年（明治22年）4月1日、町制施行。1954年（昭和29年）8月1日、旧茂木町・逆川村・須藤村・中川村が合併し新たに茂木町が発足。町の北部に那珂川、中南部に逆川が流れる。中心地区の茂木は逆川の沿岸に位置する。町の東部にモビリティリゾートもてぎ（旧：ツインリンクもてぎ）がある。
  - 市貝町

芳賀郡北部の町。1954年（昭和29年）5月3日、市羽村・小貝村が合併し市貝村が発足。1972年（昭和47年）1月1日、町制施行。町の中部を小貝川が流れる。
  - 芳賀町

芳賀郡北西部の町。1928年（昭和3年）11月1日、祖母井村が町制施行し祖母井町が発足。1954年（昭和29年）3月31日、祖母井町・南高根沢村・水橋村が合併し芳賀町が発足。中心地区の祖母井は五行川の東岸に位置する。
- 下都賀郡
  - 壬生町

下都賀郡北部の町。1954年（昭和29年）11月3日、壬生町・稲葉村が合併し新たに壬生町が発足。1955年（昭和30年）7月28日、南犬飼村を編入。町の西部に思川、中部に黒川、北東部に姿川が流れる。中南部の壬生は旧日光西街道の宿場町で、東武宇都宮線壬生駅がある。北部の南犬飼地区に北関東自動車道壬生IC、玩具団地のおもちゃのまち、獨協医科大学がある。
  - 野木町

下都賀郡南部の町。1963年（昭和38年） 1月1日、町制施行。町の西部に渡良瀬川・思川が流れる。中南部の野木は旧日光街道の宿場町で、野木神社、旧下野煉化製造会社煉瓦窯がある。町の中部に宇都宮線野木駅があり、駅周辺の丸林・友沼地区に野木ローズタウンが広がる。
- 塩谷郡
  - 塩谷町

塩谷郡中部の町。1957年（昭和32年）3月31日、玉生村・船生村・大宮村が合併し塩谷村が発足。1965年（昭和40年）2月11日、町制施行。町の南部を鬼怒川、中部を荒川が流れる。東荒川上流部に尚仁沢湧水、鬼怒川北岸に佐貫観音院・佐貫石仏がある。中心地区の玉生は旧日光北街道の宿場で、昭和中期まで東武矢板線が通っていた。
  - 高根沢町

塩谷郡南部の町。1953年（昭和28年）4月1日、阿久津村が町制施行し阿久津町が発足。1958年（昭和33年）4月1日、阿久津町・北高根沢村が合併し高根沢町が発足。町の西端を鬼怒川、町の中部を五行川が流れる。町の中心地は阿久津地区中南部の宝積寺で、宇都宮線・烏山線の宝積寺駅、ソフトリサーチパーク情報の森とちぎがある。北高根沢地区南部に御料牧場がある。
- 那須郡
  - 那須町

那須郡北部の町。1954年（昭和29年）11月3日、芦野町・伊王野村・那須村が合併し発足。西に那須連山、東に八溝山地があり、町の南西を那珂川、中部を余笹川が流れる。中東部の芦野は旧奥州街道の宿場町で、芦野石の産地として知られる。南東部の伊王野は旧東山道が通じ、道の駅東山道伊王野がある。北西部の那須地区は温泉・保養地で、東北本線黒田原駅、東北自動車道那須IC、那須御用邸、那須平成の森、那須温泉郷、りんどう湖、那須サファリパーク、那須ハイランドパーク、那須どうぶつ王国がある。那須連山の主峰茶臼岳には那須ロープウェイが通じている。
  - 那珂川町

那須郡南部の町。2005年（平成17年）10月1日、馬頭町・小川町が合併し発足。町の中部を那珂川が流れる。塩分を含む温泉水を用いたトラフグ（温泉トラフグ）の養殖が行われ、新たな名物となっていたが、2023年に業者が撤退し、以降は事業継承者を探している[10][11]。那珂川東岸の馬頭地区に馬頭温泉郷、那珂川町馬頭広重美術館がある。北部の小砂地区は小砂焼の産地で、日本で最も美しい村連合に加盟している。南部の矢又地区と茨城県常陸大宮市鷲子にまたがる鷲子山上神社は、鳥神の天日鷲命を祭り、神使の梟の神社として知られる。那珂川西岸の小川地区に駒形大塚古墳などの那須小川古墳群、那須官衙遺跡がある。

### 都市圏
都市雇用圏（10%通勤圏）の変遷
- 東北新幹線の駅が設置された都市圏は太字。

| 1980年                   | 1990年                   | 1995年                   | 2000年                   | 2005年                     | 2010年                     | 2015年                     |
| ------------------------ | ------------------------ | ------------------------ | ------------------------ | -------------------------- | -------------------------- | -------------------------- |
| 宇都宮 都市圏 54万7545人 | 宇都宮 都市圏 80万0459人 | 宇都宮 都市圏 85万9178人 | 宇都宮 都市圏 88万8005人 | 宇都宮 都市圏 108万2347人  | 宇都宮 都市圏 112万0057人  | 宇都宮 都市圏 110万3745人  |
| 鹿沼 都市圏 9万5999人    | 宇都宮 都市圏 80万0459人 | 宇都宮 都市圏 85万9178人 | 宇都宮 都市圏 88万8005人 | 宇都宮 都市圏 108万2347人  | 宇都宮 都市圏 112万0057人  | 宇都宮 都市圏 110万3745人  |
| 今市 都市圏 5万0423人    | 宇都宮 都市圏 80万0459人 | 宇都宮 都市圏 85万9178人 | 宇都宮 都市圏 88万8005人 | 宇都宮 都市圏 108万2347人  | 宇都宮 都市圏 112万0057人  | 宇都宮 都市圏 110万3745人  |
| 日光 都市圏 2万3885人    | －                       | 宇都宮 都市圏 85万9178人 | 宇都宮 都市圏 88万8005人 | 宇都宮 都市圏 108万2347人  | 宇都宮 都市圏 112万0057人  | 宇都宮 都市圏 110万3745人  |
| 真岡 都市圏 9万2065人    | 真岡 都市圏 10万3541人   | 真岡 都市圏 10万5897人   | 真岡 都市圏 10万7175人   | 宇都宮 都市圏 108万2347人  | 宇都宮 都市圏 112万0057人  | 宇都宮 都市圏 110万3745人  |
| 小山 都市圏 19万0194人   | 小山 都市圏 20万9818人   | 小山 都市圏 23万9249人   | 小山 都市圏 24万5698人   | 小山 都市圏 23万0375人     | 小山 都市圏 21万6948人     | 小山 都市圏 21万8354人     |
| 足利 都市圏 16万5753人   | 足利 都市圏 16万7615人   | 足利 都市圏 16万5588人   | 足利 都市圏 16万3066人   | 太田都市圏と合一           | （太田都市圏）             | （太田都市圏）             |
| 佐野 都市圏 14万2411人   | 佐野 都市圏 14万7663人   | 佐野 都市圏 14万7842人   | 佐野 都市圏 14万5194人   | 佐野 都市圏 16万0993人     | 佐野 都市圏 12万1249人     | 佐野 都市圏 11万8919人     |
| 栃木 都市圏 12万9963人   | 栃木 都市圏 13万4946人   | 栃木 都市圏 13万4676人   | 栃木 都市圏 13万3058人   | 栃木 都市圏 13万1696人     | 栃木 都市圏 16万4024人     | 栃木 都市圏 15万9211人     |
| 大田原 都市圏 10万0083人 | 大田原 都市圏 11万1945人 | 大田原 都市圏 11万6708人 | 大田原 都市圏 12万2127人 | 那須塩原 都市圏 25万6433人 | 那須塩原 都市圏 25万7649人 | 那須塩原 都市圏 25万0876人 |
| 黒磯 都市圏 7万3363人    | 黒磯 都市圏 7万9014人    | 黒磯 都市圏 8万3023人    | 黒磯 都市圏 8万5713人    | 那須塩原 都市圏 25万6433人 | 那須塩原 都市圏 25万7649人 | 那須塩原 都市圏 25万0876人 |
| －                       | 矢板 都市圏 3万5585人    | 矢板 都市圏 3万6650人    | 矢板 都市圏 3万6444人    | 那須塩原 都市圏 25万6433人 | 那須塩原 都市圏 25万7649人 | 那須塩原 都市圏 25万0876人 |

- 他の都市雇用圏に包含された都市雇用圏は灰色、都市雇用圏が成立していない場合は灰色かつ「－」で示す。
- 交通の変遷
  - 1982年（昭和57年） - 東北新幹線 大宮 - 盛岡駅間開業。
  - 1985年（昭和60年） - 東北新幹線 大宮 - 上野駅間開業。
  - 1991年（平成3年） - 東北新幹線 上野 - 東京駅間開業。
- 東北新幹線那須塩原駅は、大田原と黒磯との中間に位置する。
- 栃木県内の都市圏に含まれる他県の自治体：茨城県結城市（小山都市圏）

### その他の地域区分例
- 県北、県南の2大区分-参議院選などの地区割り
- 県北、県央、県南の3大区分
- 県北、県東、県西、県央、県南の5大区分
- 宇河地区、安足地区、那須地区などの分類（主に音楽、スポーツ競技など学校関連イベントの地区割に用いられる）
- 宇都宮ナンバー、とちぎナンバー、那須ナンバー（ご当地ナンバー）

### 平成の大合併
- 2005年（平成17年）

1965年 - 2005年

  - 1月1日 - 黒磯市、西那須野町、塩原町が合併し、那須塩原市が発足。
  - 2月28日 - 佐野市、田沼町、葛生町が合併し、佐野市が発足。
  - 3月28日 - 氏家町、喜連川町が合併し、さくら市が発足。
  - 10月1日
    - 大田原市に黒羽町、湯津上村が編入。
    - 烏山町、南那須町が合併し、那須烏山市が発足。
    - 馬頭町、小川町が合併し、那珂川町が発足。
- 2006年（平成18年）
  - 1月1日 - 鹿沼市に粟野町が編入。
  - 1月10日 - 国分寺町、石橋町、南河内町が合併し、下野市が発足。
  - 3月20日 - 日光市、今市市、藤原町、足尾町、栗山村が合併し、日光市が発足（新しい日光市役所は旧今市市役所に置かれた。なお、この合併で栃木県から村が消滅）。
- 2007年（平成19年）3月31日 - 宇都宮市に上河内町、河内町が編入。
- 2009年（平成21年）3月23日 - 真岡市に二宮町が編入。
- 2010年（平成22年）3月29日 - 栃木市、都賀町、大平町、藤岡町が合併し、栃木市が発足。
- 2011年（平成23年）10月1日 - 栃木市に西方町が編入。
- 2014年（平成26年）4月5日 - 栃木市に岩舟町が編入[注釈 2]。

## 歴史
歴史的には古墳時代、毛野川（けぬのかわ）（現在の鬼怒川）流域一帯には「毛野国」が成立し、これを上下に分かって「下毛野国（しもつけぬのくに）」「下野国（しもつけのくに）」が成立し、唐名では「野州（やしゅう）」と称する。現在でも「下野（しもつけ）」の呼称が広く使われている。

### 先史時代
- 1965年（昭和40年）から五次にわたって調査された星野遺跡は芹沢長介によって約3万年以上前の前期旧石器時代で原人段階の遺跡であると主張された。旧石器時代の遺跡であることは認められたが、原人段階まで溯るかどうかについては長い論争があり、決着をみていない[12]。

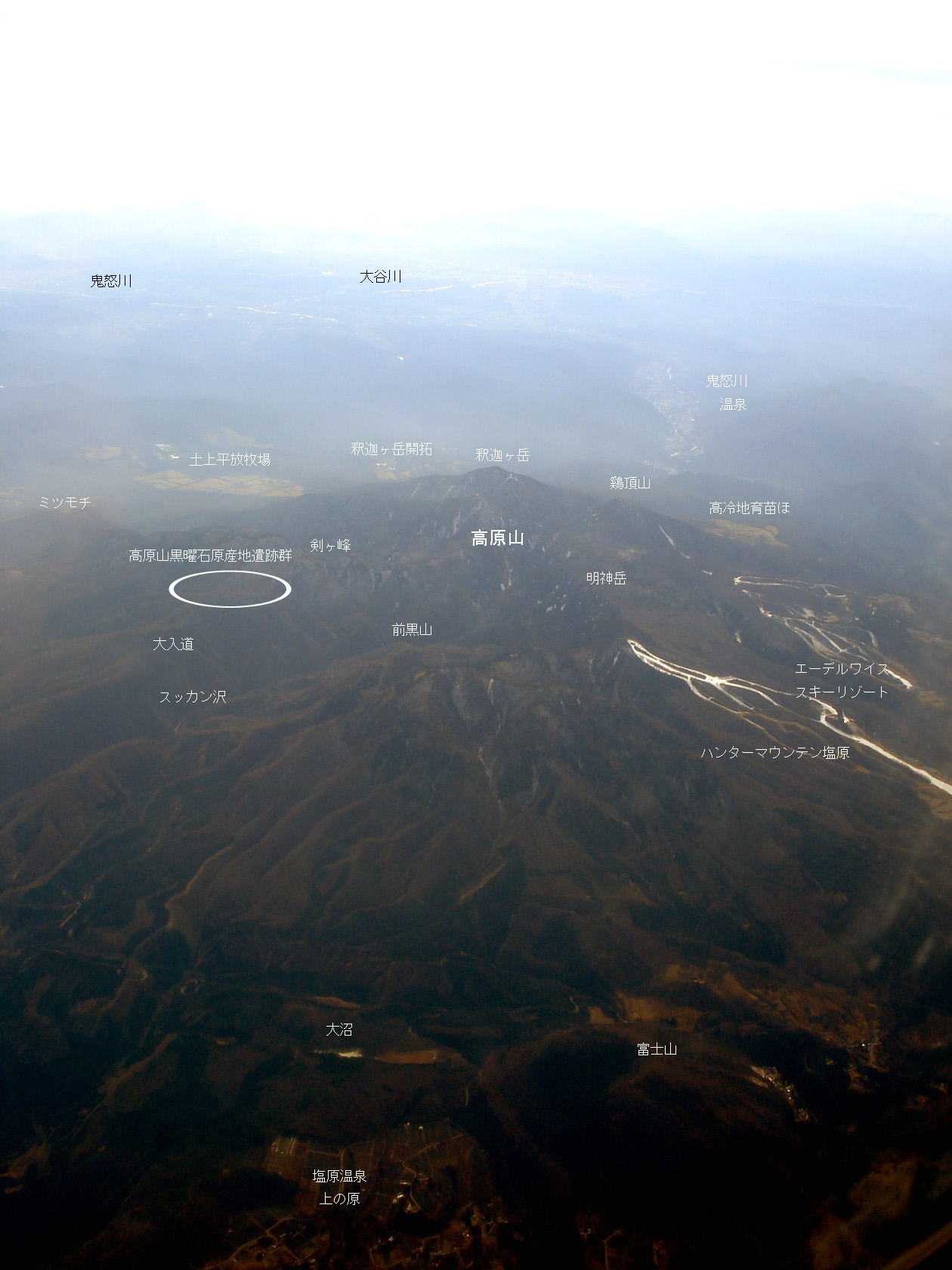
日本最古と推定される黒曜石採掘坑遺跡がある高原山。

- 栃木県北部にある活火山・高原山を構成する一峰である剣ヶ峰が原産の黒曜石を使用した石器が矢板市より200km以上離れた静岡県三島市や長野県信濃町の遺跡で発見され、研究が進められている。産出時期は古いものでは石器の特長よりいまから約3万5千年前の後期旧石器時代と考えられており、その採掘坑遺跡（高原山黒曜石原産地遺跡群）は日本最古のものと推定されている。氷期の寒冷な時期に人が近付き難い当時の関東北部の森林限界を400mも超える標高1,500m近い高地[13]で採掘されたことや、従来の石器時代の概念を覆すような活動・交易範囲の広さ、遺跡発掘により効率的な作業を行っていたことなどがわかってきて注目が集まっている。またこの新しい発見により日本人の起源、人類の進化をたどる手掛かりになると言う研究者の発言も報道もされている[14][15][16]。最新の研究では南関東を中心に高原山産の黒曜石製石器が広範囲に流通していたことがわかってきている。
  - 矢板市教育委員会は2008年（平成20年）度調査で、1万2千年 - 1万5千年前に製作されたと推定できる国内最大級の尖頭器とその採掘坑跡を発見したと発表した。また同時に2007年（平成19年）度の調査で発掘した黒曜石採掘坑跡は1万9千年前のものと推定していたが、放射性炭素年代測定により8千5百年 - 9千年前の縄文時代早期のものと修正を行った[17][18][19]。
  - 高原山黒曜石原産地遺跡群発見・発掘がもたらすもの

- 約2万年前の後期旧石器時代のものと思われる磯山遺跡が発見されている。この遺跡は真岡市の南東約3キロの所にある磯山と呼ばれる小さな独立丘陵の南西麓に立地している。1962年（昭和37年）- 翌年に掛けてと1968年（昭和43年）の二度にわたり発掘調査されている。デイサイト製の石核や剥片とともにナイフ形石器などが発見されている[20]。
- 古墳時代 - 古代、毛野川（けぬのかわ＝現在の鬼怒川、鬼怒川は当時下野国 - 下総国と流れ現在の土浦市南方で香取海（銚子で太平洋に繋がる内海）に注ぐ大河であったが、江戸時代の利根川東遷事業より後は利根川に注ぐ川へと変更された）流域一帯には毛野国が成立しており、ヤマト王権において毛野国は筑紫、出雲、吉備などと並び強大な発言力を有していたと言われる[21]。
- 栃木県内各地には縄文時代からの考古遺跡が多数認められており、古代には毛人が住む地域であったと解されるのが一般的であるが、その後、第10代天皇で真の意味でのヤマト王権の初代開祖とも言われる崇神天皇の第一皇子、豊城入彦命が父の命でこの地に入って毛野国を建国し、その後毛野国の有力豪族となった毛野氏の祖となり、ヤマト王権において有力豪族の一角をなした[21]。毛野国は奈良時代には上毛野（上野）国と下毛野（下野）国に分国されたと言われるが、毛野川は上野国を流れておらず、上野国を流れるのは利根川（古来は東京湾に注いでいたが利根川東遷事業の後は銚子で太平洋に注ぐ川へと変更された）であることに鑑みると、この説も定かではない。

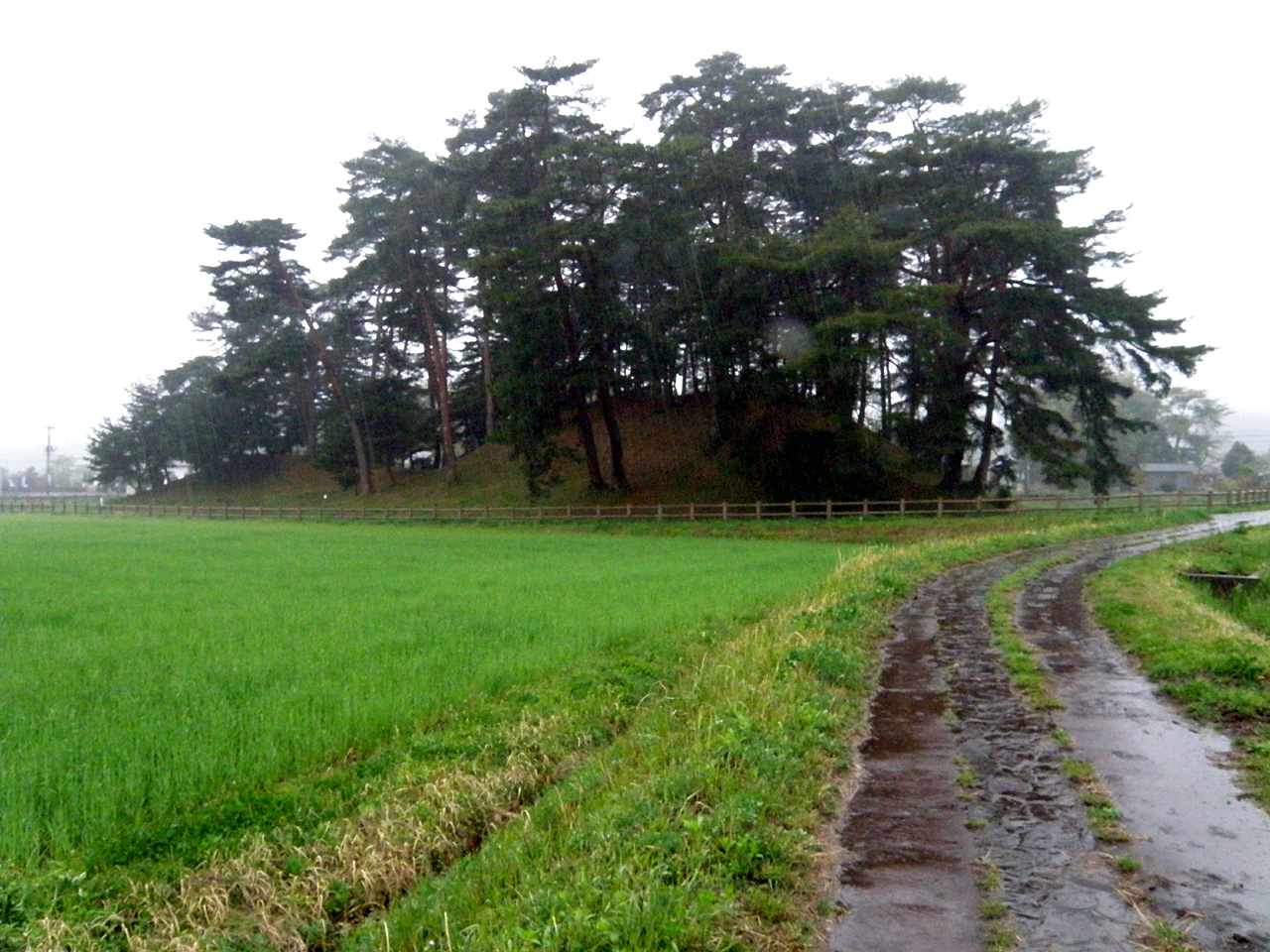
那須地方で盛んに作られた前方後方墳の一例。「日本で一番美しい古墳」 と言われている下侍塚古墳。

- 4世紀から5世紀にかけて駒形大塚古墳、下侍塚古墳などの大型の前方後方墳を代表とする多くの古墳が那須地方の那珂川沿岸の河岸段丘上に築造される。これらの前方後方墳は大型の古墳が少ない東北地方に作られた福島県郡山市の大安場古墳などにも影響を与えたと考えられている。

### 古代
- 下毛野国と那須国は7世紀後半に統一されて下野国となり、現在の栃木県の県域が形作られた。
  - 「国府は都賀郡にあり」（『和名類聚抄』）とあり、発掘の結果、国府の政庁は宮目神社（栃木市田村町）周辺で発見され、約90メートル四方の範囲を塀によって区画され、南門を入ると正面に前殿が、その両脇に東・西脇殿が確認された。政庁は8世紀前半から10世紀前葉まで4回建て替えられ存続した。
  - 下野国は9郡（70郷）で足利郡（6郷）、安蘇郡（4郷）、梁田郡（3郷）、都賀郡（11郷）、河内郡（11郷）、芳賀郡（14郷）、那須郡（12郷）、寒川郡（3郷）、塩谷郡（6郷）に分かれていた。
  - 郡の役所である郡衙は、那須郡（小川町那須官衙跡）・芳賀郡（真岡市堂法田遺跡）・河内郡（上三川町多功遺跡）・寒川郡（小山市千駄塚浅間遺跡）・足利郡（足利市国府遺跡）の5遺跡発見されている。内容が判明している那須郡衙跡は、那珂川と箒川の合流地点に近い小川町梅曽に位置する。郡衙の範囲は南北に200メートル、東西400メートルで、その中を溝で西・中央・東の3ブロックに分けている。西ブロックは幅4メートル、深さ1メートルの大溝によって囲われた1辺約200メートルの不正方形で、倉庫と考えられる総柱式の掘立建物が多数見つかっている。中央・東ブロックは宅地になっている。中央ブロックからは礎石立ちの倉庫と考えられる建物が2棟発見されている[23]。

- 多賀城碑、多胡碑と並ぶ日本三大古碑の一つとされる那須国造碑（国宝、700年（文武天皇4年）建立）が下侍塚古墳の付近で延宝4年（1676年）、僧侶・円順により発見された。その報を受けた領主である徳川光圀が笠石神社を創建し碑の保護を命じた。古墳文化と合わせて那須地方（那須国造）のこの地域が重要な拠点であったことがうかがい知れる。

- 下毛野国造は下毛野君である。下毛野君は豊城入彦命の後裔とされ（日本書紀）、天武天皇13年に定められた八色の姓では地方豪族としては破格の朝臣姓を賜り、大和朝廷が701年に定めた律令（大宝律令）の編纂には下毛野古麻呂が藤原不比等とともに深く関わった（続日本紀）。

- 栃木県の県庁所在地である宇都宮市の名称は二荒山神社の別号宇都宮大明神に由来し、宇都宮の歴史は即ち出雲神を祀る当神社の歴史と言える。この神社は毛野国の開祖である豊城入彦命を祀り、創祀は命の曾孫である奈良別君と言われるが、この時既にこの地には豊城入彦命によって国土開拓の祖神・大物主命が祀られていたと言われており、西暦200年代、遅くても300年代（社伝では仁徳天皇41年、西暦353年=奈良別君の時代）には成立していたと社伝に伝わるが、正史に初めて下野国の神が登場するのは836年（承和3年）のことで、この時従五位上勲四等の二荒神が正五位下を奉授している。平安時代、当神社は延喜式神名帳に下野国唯一の一之宮名神大社（河内郡）とされ、下野国で最も格式ある神社と位置付けられていた。延喜式神名帳では下野国の神として以下の11社（大社1、小社10）が記されており、大社は河内郡の二荒山神社のみとなっている。
  - 河内郡【現在の宇都宮市、上三川町、一部下野市、一部今市市など】：大社1
  - 都賀郡【現在の栃木市、旧日光市、一部下野市など】：小社3
  - 芳賀郡【現在の真岡市、芳賀町、益子町、茂木町、市貝町】：小社2
  - 那須郡【現在の大田原市、那須町、那須塩原市、那珂川町など】：小社3
  - 寒川郡【現在の小山市の一部】：小社2

- 二荒山神社は国造下毛野氏の統治下にあって下毛野氏の血縁者が代々座主を務め、平安時代末期に藤原北家道兼流で毛野氏あるいは中原氏の流れを汲んだ宇都宮氏がその座を継いだと言われている。宇都宮氏は鎌倉時代以降22代500年に亘って鬼怒川流域一帯を統治し、小倉百人一首の成り立ち、宇都宮歌壇の成立、東勝寺や尾羽寺、清巌寺や興禅寺に代表される寺院の造営など当地の文化的素養の養生に尽力するとともに、また元寇の折には鎌倉幕府軍総大将として討伐に向かい、関東内の戦乱にあっては時の中央政府（鎌倉幕府、室町幕府、鎌倉府、関東管領など）の意向を受けてその鎮静に当たり、武門としても当時の関東地方の治安維持に貢献した。

- 先述のとおり、宇都宮二荒山神社は宇都宮大明神と呼ばれ、古来からその武徳が尊ばれてきた。藤原北家魚名流・藤原秀郷（俵藤太、田原藤太）卿は、平将門の乱の折、その追討を命じられたが苦戦、当神社に参じて授かった霊剣をもって将門を制したと言われる。また藤原北家長家流・那須与一宗高は治承・寿永の乱（源平合戦）における屋島の戦いで「南無八幡大菩薩、日光権現、宇都宮、那須湯前大明神」と唱え、見事平家船上の扇の的を射落としたと言われる[24]。また、伝説として元寇の際には社殿から鏑矢が西へ飛び去ったという言い伝えがある。この他、源頼義、義家（八幡太郎）父子は前九年の役の前に参拝し、奥州安倍氏を掃討したといい[25]、また源頼朝も奥州藤原氏平定に際して参拝した[26]。徳川家康は当神社に神領1,500石という広大な土地寄進を行ったとされる[27]。

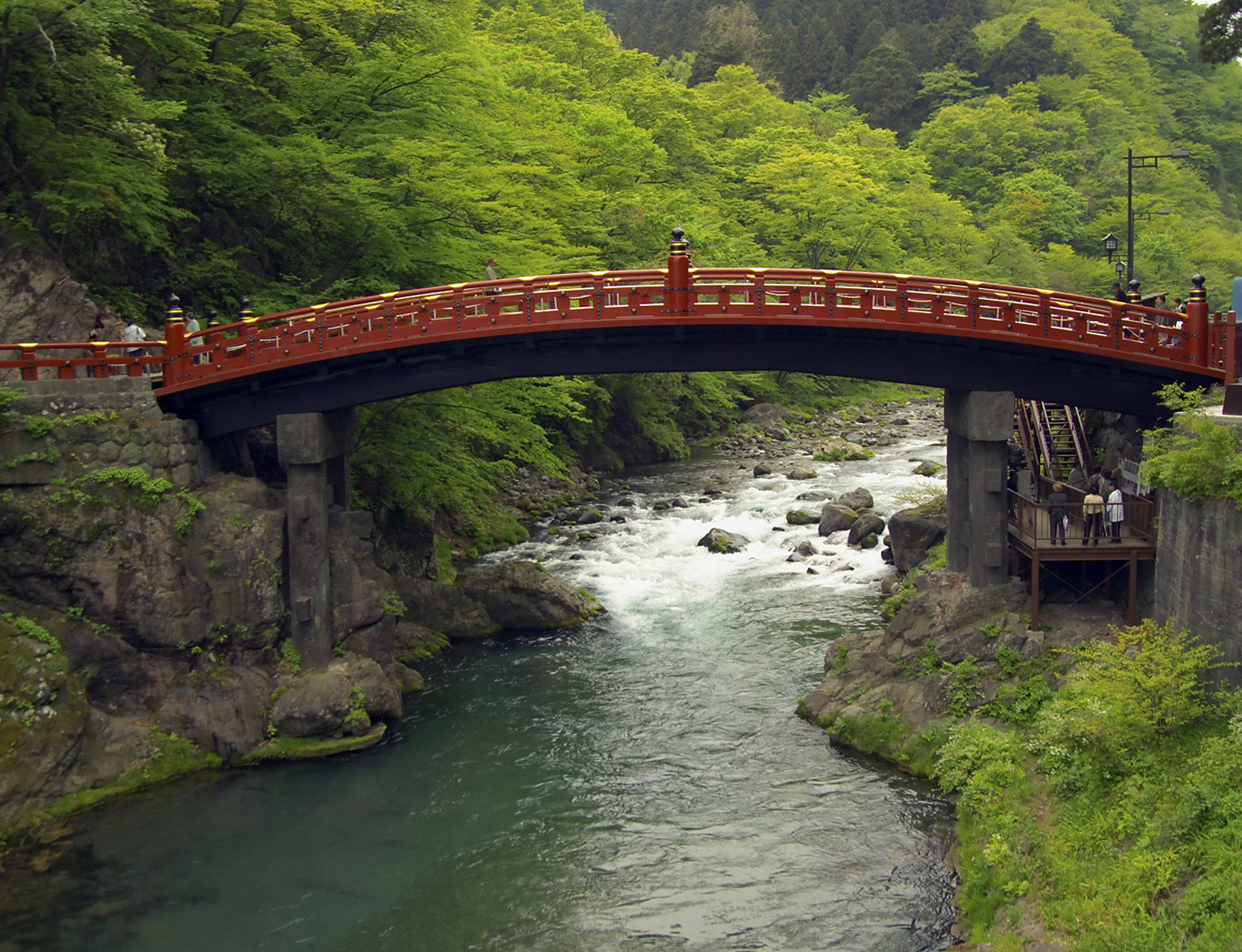
大谷川にかかる神橋

- 日光山開山の祖と知られる勝道上人は、下野薬師寺で5年間修行した後に男体山を目指し、766年に四本龍寺を建立したと言われる。782年には3度目の試みで山頂に達し、その後神宮寺（現在の中禅寺）を建立し、日光1200年の原点を築いた。一説に「日光」という地名は空海が二荒（ふたら＝補陀落：ポタラカ）を音読した「にこう」に佳字を当てたのが起源といわれるが、当時の記紀類は全て「二荒」で記録上の「日光」の初見は鎌倉時代後期であり、この時期と下野国内に千手観音や日光菩薩像が多く造立された時期が一致している（大谷磨崖仏、佐貫石仏）。

### 中世
- 鎌倉幕府が成立すると、足利・小山・宇都宮・那須などの下野諸氏は鎌倉御家人となり活躍した[28]。小山氏は藤原北家魚名流・藤原秀郷の後裔と言われ、武家として鎌倉時代には下野国の守護を務める家柄であったが、室町時代初期、小山義政が下野国国司・宇都宮氏を攻略し宇都宮基綱を戦死させたため、鎌倉府・関東管領によって討伐された。

- 結城氏は小山氏の庶流であり、主家・小山氏が鎌倉府によって討伐されると小山氏を継いだ。小山氏・結城氏は室町時代には室町幕府に抵抗して鎌倉を追われた古河公方に組して下野守護に再任された。結城政朝は非凡な将かつ野心家で宇都宮成綱の姉を妻として迎え、成綱と強固な同盟関係を築いた。成綱の古河公方擁立の際には政朝も加担している。成綱が没すると宇都宮氏との関係が悪化し、宇都宮領を侵攻し旧領を取り戻した。小山氏の後継者争いに介入し、子の小山高朝を送り込むことに成功している。結城政勝は結城氏の版図を最大まで拡大しており、「結城氏新法度」を制定している。結城晴朝は足利氏の力が弱まると関東に台頭してきた後北条氏方に就くが、主家・小山氏は後北条氏に追討されてしまう。豊臣秀吉によって後北条氏が討たれると結城氏が旧小山氏領を支配したが、江戸時代になると間もなく福井へ転封され、氏姓も松平氏に改めてこの地を去った。

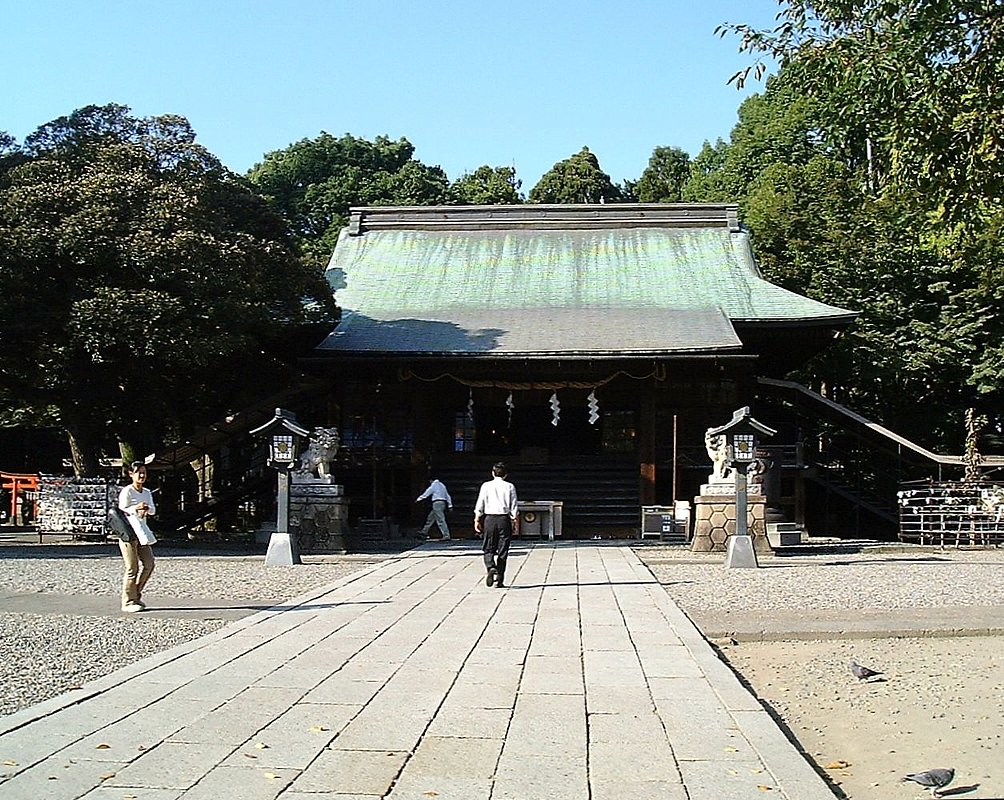
宇都宮二荒山神社

- 藤原北家道兼流で毛野氏（あるいは中原氏）の流れを汲む関東の名門・宇都宮氏は、宇都宮二荒山神社（宇都宮大明神）の神職者として関東の治安維持に貢献した。紀清両党や大須賀党などの精鋭武士団が有名である。鎌倉時代、宇都宮朝綱が奥州合戦で戦功を挙げ、源頼朝から「坂東一の弓取り」と賞賛された。この時、同じく戦功を挙げた家臣の芳賀高親、益子正重も頼朝から源氏の白旗一流ずつを贈られており紀清両党は世にその武勲を知らしめた。朝綱の孫である宇都宮頼綱は日本三大歌壇の1つである宇都宮歌壇を築いた。宇都宮泰綱から宇都宮氏当主は評定衆、引付衆を歴任しているなど、宇都宮氏は鎌倉幕府で有力な一族の1つであった。宇都宮景綱は日本最古の武家（社家）家法である宇都宮家式条を制定している。鎌倉時代末期、元が九州に攻め寄せると、これを鎮めるべく宇都宮貞綱が鎌倉軍総大将として征西しこれを防いだ。猛将として知られる宇都宮公綱は楠木正成と戦い「坂東一の弓取り」と評された。また、建武政権でも有力者の一人だった。
- 室町時代、宇都宮氏綱は足利尊氏を助け下野・上野・越後3国の守護を務め、薩埵山体制の一翼を担うなど絶頂期を迎える。宇都宮持綱は関東管領・上杉氏に引き継ぎ、その上杉氏を討って関東を争乱に陥れた鎌倉公方・足利持氏を室町幕府の意向を受けて牽制した。戦国時代、17代当主宇都宮成綱は、宇都宮氏中興の祖と呼ばれた名将であり、器量に優れ、かつ野心家で積極的に勢力を拡大した。古河公方の内紛が起こると娘婿の足利高基を庇護し、古河公方擁立を企み介入。勢力拡大を図った。清党の芳賀氏との内訌によって宇都宮錯乱が起こるとこれを制し、家中をまとめあげ戦国大名化に成功した。外交手腕を駆使し、伊達氏と連絡を取ったり、古河公方足利政氏を支持する那須氏を寝返らせたり、姉や娘を古河公方足利高基や結城氏の結城政朝に嫁がせるなど近隣の安定化も図った。晩年には北関東の覇権を巡り、佐竹氏の佐竹義舜と争った。成綱の思惑通りになり、北関東最大の勢力として全盛期を築き、成綱は北関東一の実力者となった。成綱没後は嫡男の忠綱が跡を継ぎ、川井合戦で那須氏と戦い、河原田合戦で皆川氏を滅亡目前にまで追い込むなど、勢力拡大を図る。下野国の大半と常陸国(茨城県)の一部にまで版図を拡大したが、強硬な家中支配の強化や連年の戦いによって家臣らは忠綱に不満を抱くようになった。また、成綱の義兄弟である結城政朝との関係が悪化。猿山合戦で結城政朝と戦っている間に、芳賀興綱が芳賀氏の芳賀高経らに擁立され、謀略によって宇都宮城を乗っ取られてしまう。この内訌が原因で宇都宮氏は近隣に大きく後れを取ることになり、衰退の道を辿ることになった。興綱が当主になった後は、家臣の芳賀高経、芳賀高孝、壬生綱房らが家中で絶大な権力を振るい、政治を専横した。この体制は次代の尚綱のころまで続いた。喜連川五月女坂の戦いで尚綱が那須氏に討たれると壬生綱房が宇都宮城を乗っ取ってしまう。忠臣芳賀高定の尽力によって宇都宮城の奪還に成功し、上杉氏が侵攻してきた時も、撃退に成功している。後北条氏が台頭すると宇都宮広綱は、芳賀高定の活躍によって常陸国の佐竹氏との婚姻同盟を成立させ、佐竹氏とともに後北条氏を牽制した。天正年間に後北条氏に小山氏の祇園城を攻略されると宇都宮領への侵攻が過激化する。宇都宮国綱は本拠を防衛に適した多気山城に移し、後北条氏が壬生氏や那須氏、日光山僧兵と連携して度々下野国に攻め込んできた時も、撃退して持ち堪えた。豊臣秀吉の天下統一によって戦国の乱世を生き延び、豊臣大名として存続できた。しかし、宇都宮氏は浅野長政の暗躍によって豊臣政権の内部争いに巻き込まれ突如改易となり備前国へ配流されてこの地を去った。

- 代々宇都宮氏の重臣を務め、また宇都宮氏と姻戚関係にもあった紀清両党の益子氏および芳賀氏は宇都宮宗家がこの地を去った後もこの地に留まり、宇都宮氏が築いた文化を伝承したと言われる。なお、益子の西明寺には宇都宮氏墓所があり、現在も守られている。また宇都宮貞綱が亡母の供養に鋳造した鉄製塔婆を保存する清巌寺は清原氏（清党）芳賀氏が建立したものである。

- 藤原足利氏は藤原秀郷の後裔と言われ、足利荘に本拠を置き、同族の小山氏と争った。小山氏とともに「一国之両虎」と称された。足利忠綱は『吾妻鏡』に「末代無双の勇士」と記されるほどの武将であり、以仁王の挙兵で大功を挙げたが、勧賞撤回騒動がきっかけで家中が分裂。その隙を突かれ、源頼朝に滅ぼされた。

- 足利荘に本拠を置いた清和源氏義家流・足利氏は鎌倉北条氏に仕えるが、足利尊氏の代に後醍醐天皇の挙兵に応じて鎌倉幕府の討幕運動に参加する。尊氏は後醍醐天皇の建武の新政からは離反し、北朝を建てて幕府を開き、室町時代には足利将軍家となる。足利学校は「坂東の大学」として宣教師によってヨーロッパにまで隆盛の様子が伝えられている。

- 藤原北家長家流・那須氏は那珂川流域に安定した地域を形成し、関東では珍しく戦国時代・江戸時代・明治時代を乗り切り、現在もこの地に家名を継いでいる。戦国時代、猛将那須高資が宇都宮尚綱を討ち宇都宮氏を滅亡まで追いつめるが、家臣の大田原資清や宇都宮家臣の芳賀高定の謀略によって阻止された。戦国時代後期には資清の子の大関高増らに翻弄された。那須与一宗高を生む。

- 佐野氏は藤原秀郷の後裔と言われ、佐野庄に本拠を置き秀郷が築いた唐沢山城を居城とし、栄えた。戦国時代、佐野昌綱は武勇に優れ、上杉謙信や北条氏康、北条氏政を何度も撃退している。子の佐野宗綱も武勇に優れ、昌綱没後に攻めてきた上杉謙信や北条氏照を撃退している。武勇だけでなく関東では遅れていた鉄砲の普及を推奨するなど革新的な政策も施した。

### 近世

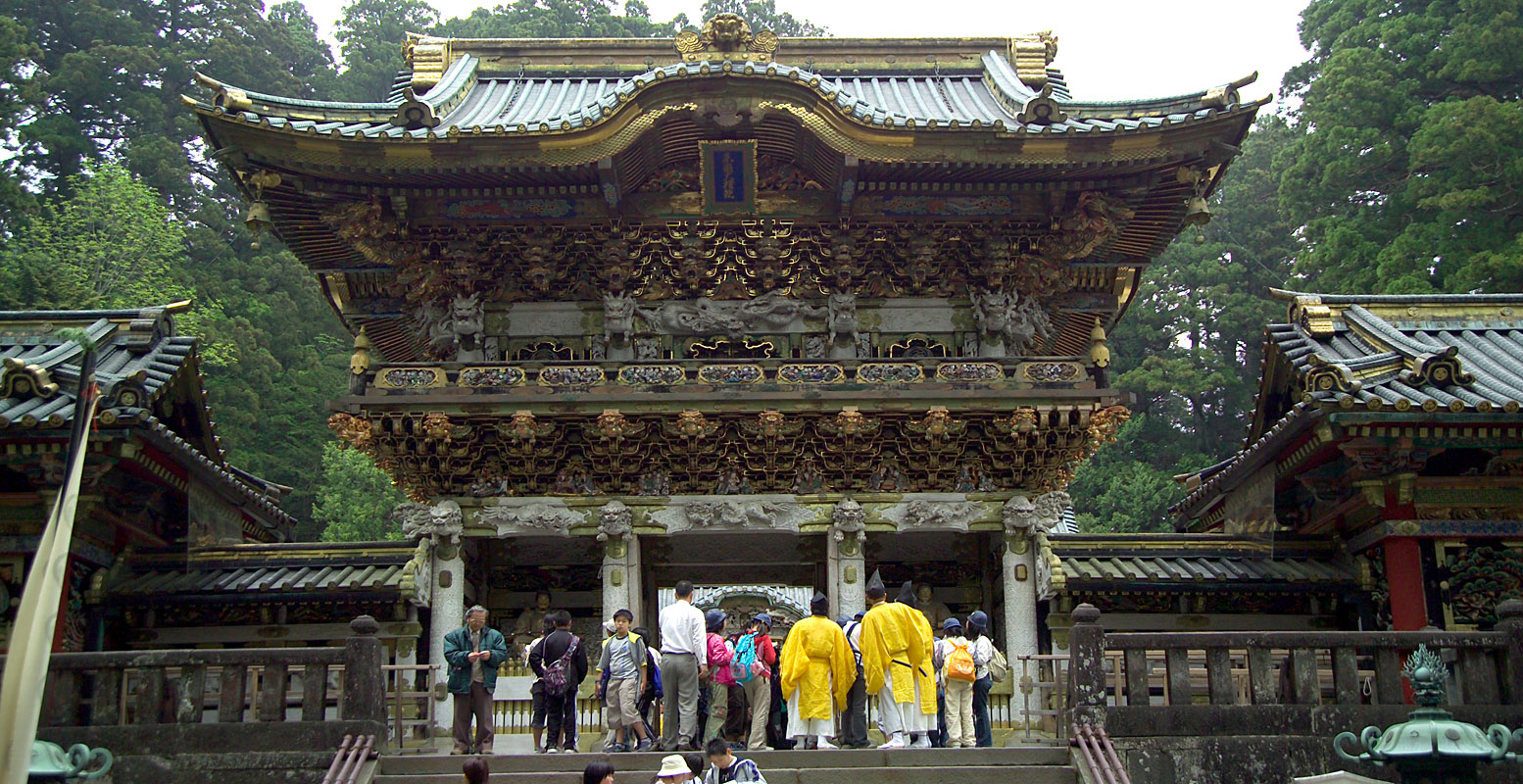
日光東照宮陽明門

近世には豊臣政権による仕置が行われ、壬生氏、小山氏ら中世以来の氏族は領地を没収されるが、宇都宮氏や大関・大田原両氏の那須衆は豊臣政権に臣従し旧領を安堵されたほか、鎌倉公方の名跡を継ぐ喜連川氏や成田氏などが領地を得た。天正18年（1590年）には徳川家康が関東に移封され、下野は豊臣系大名と徳川領国の接点に位置する。なお、豊臣政権下での1597年（慶長2年）には宇都宮氏が改易されている。
豊臣秀吉没後の豊臣政権では五大老の家康と五大老の上杉景勝、五奉行の石田三成が対立し、慶長5年5月に家康は景勝討伐のため会津出兵を行う。三成は家康の出兵中に上方において挙兵し、家康は小山において上片へ引き返し、関ヶ原の戦いにおいて三成方を撃破する。家康が江戸に徳川幕府を開くと、中世以来の有力豪族は相次いで下野から姿を消し、県域は幕府直轄領や旗本領に細分化され、徳川家の譜代大名や旗本が支配するようになった。
江戸時代の幕藩体制においては宇都宮藩、壬生藩、烏山藩、黒羽藩、大田原藩、佐野藩、足利藩、吹上藩、高徳藩、喜連川藩の諸藩が成立し、福原家の佐久山陣屋、芦野家の芦野陣屋、那須家の福原陣屋、大田原家の森田陣屋など交代寄合の陣屋による領内統治が行われた。
下野国は江戸から奥州へ向かう結節点に位置し、近世には日光道中や奥州街道、壬生通りなど街道や脇往還、が整備され、小山宿や今市宿などの宿駅も整備された。また、利根川水系の渡良瀬川や思川、鬼怒川などの河川交通網も整備され、河岸が設置され舟運が行われた。
日光（日光市）は幕府の聖地として、東照宮をはじめとする華麗な建物が作られ、特別に保護・崇敬された。
近世期には日光山麓をはじめ各地で新田開発・用水開削が進むが、それに伴い秣場を巡る争論や水論も発生した。
江戸時代後期に入ると、いまの栃木県域は、地域社会の著しい疲弊・荒廃と、急激な人口減少に見舞われることになる。人口推計によれば、江戸中期の享保6年（1721年）から、江戸後期の天保5年（1834年）までの約1世紀の間に、下野国の総人口は、約56万人から、61.1%の約32万人まで減少し、1世紀で約4割の人口減少という、事実上の人口崩壊状態となっている。同時期、日本の総人口は、度重なる飢饉にもかかわらず、約10%の伸び（110.3%）を見せており、とりわけ飢饉が深刻であったとされる、東北太平洋側の陸奥国でも、1.5割弱の人口減少（86.1%）に抑えていることから考えても、江戸後期における、下野国の際立った荒廃ぶりがうかがえる。
このような状態の中で、二宮尊徳は農村のたて直しを図るため、桜町（現在の真岡市旧二宮町）の旗本領の復興につとめ、以後各地で報徳仕法と呼ばれる改革事業を実施した。

### 近・現代

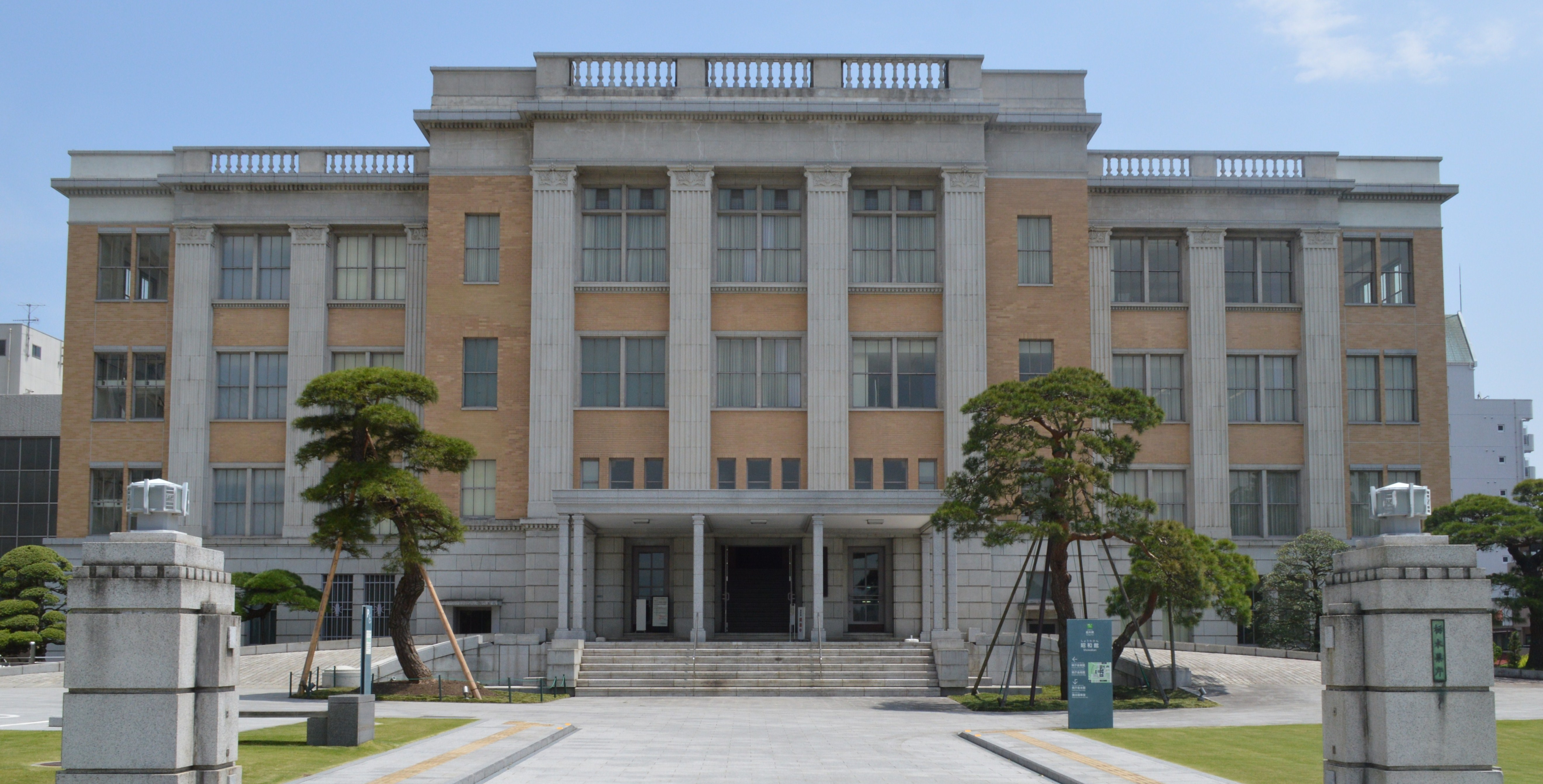
栃木県庁旧本庁舎を移築した昭和館（宇都宮市）

- 戊辰戦争では宇都宮など関東内における戦役の舞台の1つとなり（宇都宮城の戦い）、1868年（慶応4年）6月鍋島道太郎（肥前藩士）が下野国真岡知県事に任命され、8月には日光領が収公された。9月に入って鍋島知県事は旧日光奉行所に入り、1869年（明治2年）2月には日光県と改称し日光に県庁を置いた。

- 明治維新を迎えると政府は、中央集権をおし進めるため1871年8月29日（明治4年旧暦7月14日）に廃藩置県を断行、旧来の封建支配の一掃を図った。その後、全国的な府県の再編が行われ、同年12月25日（旧暦11月14日）、下野国北部に宇都宮県が、また下野国南部に上野国南東部を加えて栃木県が設置された。栃木県は壬生県、吹上県、佐野県、足利県、日光県を統合している。両県の管轄区域および県庁所在地は以下の通りである。
  - 宇都宮県（県庁所在地：河内郡宇都宮）
    - 下野国のうち： 河内郡、塩谷郡、那須郡、芳賀郡

  - 栃木県（県庁所在地：都賀郡栃木）
    - 下野国のうち： 都賀郡、寒川郡、安蘇郡、足利郡、梁田郡
    - 上野国のうち： 山田郡、新田郡、邑楽郡

- 1873年（明治6年）6月15日に宇都宮県と栃木県が合併して今日の栃木県が成立[30]、県庁が栃木町に置かれた。3年後の1876年（明治9年）には上野国内3郡が熊谷県の北半部（上野国内）と合併して群馬県の一部となり、ほぼ現在と同じ県域となった。1884年（明治17年）、栃木県という呼称のまま、県庁が宇都宮町に移された（栃木県庁の移転を参照）。

- 1931年（昭和6年）、栃木県一帯の農村は凶作となり疲弊。阿久津村一帯では小作農と地主側で小作料減免の交渉が行われた。この交渉において、双方に労農大衆党と大日本生産党が支援についたため対立が激化。1932年（昭和7年）1月8日には鉄砲や竹槍で武装した労農大衆党員が生産党員らを襲撃して3人が死亡、数十人が負傷する事件に発展[31]。労農大衆党員300余人、大日本生産党員200余人が保護検束された[32]。その後、小作側と地主側は小作調停法に基づく調停に応じることで和解した[33]

- 1938年（昭和13年）6月30日に台風接近に伴う豪雨があり死者3人、倒壊家屋9戸、床上浸水5500戸以上、床下浸水13000戸以上[34]。さらに9月1日にも台風接近があり死者30人、家屋全壊131戸、家屋半壊144戸、床上浸水5200戸以上、床下浸水8200戸以上[35]。

- 1945年（昭和20年）7月12日、宇都宮空襲。同年8月15日の終戦までの空襲による死者数は785人以上[36]。

## 人口
県人口は、1,933,146人（2020年（令和2年）国勢調査）で、都道府県で19位（都道府県の人口一覧）である。国勢調査最大人口は、2005年（平成17年）の2,016,631人であり、都道府県で20位であった。
2020年（令和2年）の国勢調査で人口順位が上位100位内の市は、宇都宮（27位）の1市であった（都道府県庁所在地と政令指定都市の人口順位）。各年の国勢調査で人口順位が上位100位内に入ったことのある市町は、宇都宮（最高位：2010年（平成22年）・2015年・2020年（令和2年）27位）・足利（最高位：1965年（昭和40年）88位）・足尾（最高位：1920年（大正9年）98位）の2市1町であった。（いずれの順位も、東京特別区部を１都市として扱いランキングに含めた場合の順位。）
栃木県の都市は、主に北部山岳地域から流れ出る鬼怒川、那珂川、渡良瀬川などの諸河川が太平洋に向かう流路帯の沖積平野と河岸段丘部に発達している。県域のほぼ中央に位置する宇都宮市は、北西部の山地部と中南部の平野部から成り、市街地はこの山地部と平野部の境界部に形成されている。
このほか、渡良瀬川、田川、鬼怒川、那珂川、思川などの河川中流域には、それぞれ足利市、下野市、真岡市、那須烏山市、鹿沼市、栃木市、小山市といった中規模都市が発達している。

栃木県市町村人口増減率分布図（2015年度と2020年度国勢調査から算出）
- 増加
0.0 - 2.49 %
- 減少
0.0 - 2.5 %
2.5 - 5.0 %
5.0 - 7.5 %
7.5 - 10.0 %
10.0 % 以上

| ; 増加 0.0 - 2.49 % | ; 減少 0.0 - 2.5 % 2.5 - 5.0 % 5.0 - 7.5 % 7.5 - 10.0 % 10.0 % 以上 |

| |                                        |  |
| 栃木県と全国の年齢別人口分布（2005年） | 栃木県の年齢・男女別人口分布（2005年） |  |
| ■紫色 ― 栃木県 ■緑色 ― 日本全国 | ■青色 ― 男性 ■赤色 ― 女性              |  |
| 栃木県（に相当する地域）の人口の推移 \| 1970年（昭和45年） \| 1,580,021人 \| \| \| 1975年（昭和50年） \| 1,698,003人 \| \| \| 1980年（昭和55年） \| 1,792,201人 \| \| \| 1985年（昭和60年） \| 1,866,066人 \| \| \| 1990年（平成2年） \| 1,935,168人 \| \| \| 1995年（平成7年） \| 1,984,390人 \| \| \| 2000年（平成12年） \| 2,004,817人 \| \| \| 2005年（平成17年） \| 2,016,631人 \| \| \| 2010年（平成22年） \| 2,007,683人 \| \| \| 2015年（平成27年） \| 1,974,255人 \| \| \| 2020年（令和2年） \| 1,933,146人 \| \| |                                        |  |
| 総務省統計局 国勢調査より |                                        |  |
| 1970年（昭和45年） | 1,580,021人                            |  |
| 1975年（昭和50年） | 1,698,003人                            |  |
| 1980年（昭和55年） | 1,792,201人                            |  |
| 1985年（昭和60年） | 1,866,066人                            |  |
| 1990年（平成2年） | 1,935,168人                            |  |
| 1995年（平成7年） | 1,984,390人                            |  |
| 2000年（平成12年） | 2,004,817人                            |  |
| 2005年（平成17年） | 2,016,631人                            |  |
| 2010年（平成22年） | 2,007,683人                            |  |
| 2015年（平成27年） | 1,974,255人                            |  |
| 2020年（令和2年） | 1,933,146人                            |  |

### 都市
栃木県内 市別人口ランキング
栃木県内市別人口密度ランキング（推計人口 2025年6月1日）

### 人口密度
2010年（平成22年）国勢調査による栃木県の人口密度は、1平方キロメートルあたり313.29人である。
人口密度が1平方キロメートルあたり1,000人以上の市は宇都宮市のみで、可住地人口密度が1平方キロメートルあたり1,500人以上の市は宇都宮・足利の2市である。
| 県市町     | 総人口 （人） | 総面積 （km2） | 人口密度 （人/km2) | 可住地 面積 （km2） | 可住地 人口密度 （人/km2） |
| ---------- | ------------- | -------------- | ------------------ | ------------------- | -------------------------- |
| 栃木県     | 2,007,683     | 6,408.28       | 313.29             | 2,981.51            | 673.37                     |
| 宇都宮市   | 511,739       | 416.84         | 1,227.66           | 330.71              | 1,547.39                   |
| 足利市     | 154,530       | 177.82         | 869.02             | 97.76               | 1,580.7                    |
| 栃木市     | 139,262       | 252.83         | 550.81             | 195.48              | 712.41                     |
| 佐野市     | 121,249       | 356.07         | 340.52             | 134.66              | 900.4                      |
| 鹿沼市     | 102,348       | 490.62         | 208.6              | 147.86              | 692.19                     |
| 日光市     | 90,066        | 1,449.87       | 62.12              | 224.41              | 401.34                     |
| 小山市     | 164,454       | 171.61         | 958.3              | 165.67              | 992.66                     |
| 真岡市     | 82,289        | 167.21         | 492.12             | 152.03              | 541.26                     |
| 大田原市   | 77,729        | 354.12         | 219.49             | 200.42              | 387.83                     |
| 矢板市     | 35,343        | 170.66         | 207.09             | 72.56               | 487.08                     |
| 那須塩原市 | 117,812       | 592.82         | 198.7              | 213.93              | 550.7                      |
| さくら市   | 44,768        | 125.46         | 356.83             | 99.81               | 448.53                     |
| 那須烏山市 | 29,206        | 174.42         | 167.44             | 91.98               | 317.52                     |
| 下野市     | 59,483        | 74.58          | 797.57             | 71.25               | 834.84                     |
| 上三川町   | 31,621        | 54.52          | 579.98             | 52.92               | 597.52                     |
| 壬生町     | 39,605        | 61.08          | 648.41             | 56.18               | 704.96                     |
| 高根沢町   | 30,436        | 70.9           | 429.28             | 65.82               | 462.41                     |

### 人口変遷
第1回国勢調査が実施された1920年（大正9年）の県人口は約104万人であり、47道府県中25位であった。人口3万人以上の市町村は宇都宮・足利・足尾の3市町であった。
2000年（平成12年）国勢調査での県人口は約200万人であり、47都道府県中20位。人口3万人以上の市町村は宇都宮・足利・栃木・佐野・鹿沼・今市・小山・真岡・大田原・矢板・黒磯・河内・壬生・西那須野の14市町であった。
下表には、栃木県内の全ての市とその中心市街を構成する旧町（宇都宮・足利・栃木・佐野・鹿沼・日光・今市・小山・真岡・大田原・矢板・黒磯/那須塩原・氏家/さくら・烏山/那須烏山・石橋/下野）、人口3万人以上の町とその旧町村（上三川・古里/河内・足尾・壬生・阿久津/高根沢・芦野/那須・西那須野・田沼）の計23市町村の国勢調査人口の変遷を記載した。
| 1920年 （大正9年） | 1925年 （大正14年） | 1930年 （昭和5年） | 1935年 （昭和10年） | 1940年 （昭和15年） | 1947年 （昭和22年） | 1950年 （昭和25年） | 1955年 （昭和30年） | 1960年 （昭和35年） | 1965年 （昭和40年） |
| ------------------ | ------------------- | ------------------ | ------------------- | ------------------- | ------------------- | ------------------- | ------------------- | ------------------- | ------------------- |
| 栃木県 1,046,479   | 栃木県 1,090,428    | 栃木県 1,141,737   | 栃木県 1,195,057    | 栃木県 1,206,657    | 栃木県 1,534,311    | 栃木県 1,550,462    | 栃木県 1,547,580    | 栃木県 1,513,624    | 栃木県 1,521,656    |
| 宇都宮市 63,771    | 宇都宮市 76,138     | 宇都宮市 81,388    | 宇都宮市 87,129     | 宇都宮市 87,868     | 宇都宮市 97,075     | 宇都宮市 107,210    | 宇都宮市 227,153    | 宇都宮市 239,007    | 宇都宮市 265,696    |
| 足利町 33,637      | 足利市 39,401       | 足利市 43,898      | 足利市 48,875       | 足利市 48,310       | 足利市 51,309       | 足利市 52,810       | 足利市 102,078      | 足利市 110,972      | 足利市 150,259      |
| 栃木町 24,570      | 栃木町 27,370       | 栃木町 29,684      | 栃木町 31,335       | 栃木市 31,195       | 栃木市 42,553       | 栃木市 42,248       | 栃木市 67,924       | 栃木市 73,436       | 栃木市 74,671       |
| 佐野町 14,206      | 佐野町 16,731       | 佐野町 17,179      | 佐野町 18,170       | 佐野町 17,873       | 佐野市 55,302       | 佐野市 55,180       | 佐野市 69,412       | 佐野市 68,461       | 佐野市 68,931       |
| 鹿沼町 18,097      | 鹿沼町 20,452       | 鹿沼町 21,969      | 鹿沼町 22,797       | 鹿沼町 23,781       | 鹿沼町 32,037       | 鹿沼市 32,377       | 鹿沼市 80,771       | 鹿沼市 77,927       | 鹿沼市 77,240       |
| 1920年             | 1925年              | 1930年             | 1935年              | 1940年              | 1947年              | 1950年              | 1955年              | 1960年              | 1965年              |
| 日光町 17,378      | 日光町 17,780       | 日光町 19,545      | 日光町 21,452       | 日光町 25,173       | 日光町 27,931       | 日光町 29,363       | 日光市 33,490       | 日光市 33,348       | 日光市 32,031       |
| 今市町 10,386      | 今市町 11,742       | 今市町 12,667      | 今市町 13,473       | 今市町 13,826       | 今市町 17,746       | 今市町 18,044       | 今市市 43,171       | 今市市 42,476       | 今市市 42,751       |
| 小山町 10,769      | 小山町 12,718       | 小山町 13,975      | 小山町 14,154       | 小山町 14,662       | 小山町 20,785       | 小山町 21,439       | 小山市 33,191       | 小山市 34,973       | 小山市 90,632       |
| 真岡町 8,241       | 真岡町 9,017        | 真岡町 9,739       | 真岡町 10,357       | 真岡町 10,014       | 真岡町 13,771       | 真岡町 13,514       | 真岡市 40,978       | 真岡市 39,440       | 真岡市 38,117       |
| 大田原町 9,116     | 大田原町 10,091     | 大田原町 10,940    | 大田原町 11,778     | 大田原町 11,657     | 大田原町 16,132     | 大田原町 15,864     | 大田原市 37,847     | 大田原市 42,111     | 大田原市 41,026     |
| 1920年             | 1925年              | 1930年             | 1935年              | 1940年              | 1947年              | 1950年              | 1955年              | 1960年              | 1965年              |
| 矢板町 8,340       | 矢板町 8,878        | 矢板町 9,674       | 矢板町 10,025       | 矢板町 9,968        | 矢板町 14,802       | 矢板町 15,256       | 矢板町 30,062       | 矢板市 29,085       | 矢板市 28,312       |
| 黒磯町 6,165       | 黒磯町 5,791        | 黒磯町 6,577       | 黒磯町 7,330        | 黒磯町 8,051        | 黒磯町 10,849       | 黒磯町 10,952       | 黒磯町 30,188       | 黒磯町 30,413       | 黒磯町 32,268       |
| 氏家町 7,854       | 氏家町 8,626        | 氏家町 9,625       | 氏家町 10,119       | 氏家町 10,150       | 氏家町 14,026       | 氏家町 14,199       | 氏家町 19,617       | 氏家町 20,137       | 氏家町 20,359       |
| 烏山町 6,070       | 烏山町 7,087        | 烏山町 7,451       | 烏山町 8,137        | 烏山町 7,851        | 烏山町 11,337       | 烏山町 10,939       | 烏山町 26,867       | 烏山町 24,729       | 烏山町 22,822       |
| 石橋町 3,300       | 石橋町 3,945        | 石橋町 4,209       | 石橋町 4,504        | 石橋町 4,639        | 石橋町 6,946        | 石橋町 7,061        | 石橋町 12,430       | 石橋町 12,168       | 石橋町 13,232       |
| 1920年             | 1925年              | 1930年             | 1935年              | 1940年              | 1947年              | 1950年              | 1955年              | 1960年              | 1965年              |
| 上三川町 5,325     | 上三川町 5,581      | 上三川町 5,981     | 上三川町 6,256      | 上三川町 6,372      | 上三川町 8,172      | 上三川町 7,924      | 上三川町 19,059     | 上三川町 17,766     | 上三川町 16,945     |
| 古里村 4,682       | 古里村 4,919        | 古里村 5,162       | 古里村 5,229        | 古里村 5,548        | 古里村 8,091        | 古里村 8,650        | 河内村 13,616       | 河内村 13,400       | 河内村 13,505       |
| 足尾町 32,804      | 足尾町 22,547       | 足尾町 23,803      | 足尾町 25,484       | 足尾町 23,187       | 足尾町 19,107       | 足尾町 18,994       | 足尾町 18,510       | 足尾町 16,608       | 足尾町 14,470       |
| 壬生町 7,178       | 壬生町 7,426        | 壬生町 7,773       | 壬生町 8,217        | 壬生町 8,297        | 壬生町 11,668       | 壬生町 11,463       | 壬生町 25,282       | 壬生町 24,007       | 壬生町 23,772       |
| 阿久津村 6,652     | 阿久津村 6,959      | 阿久津村 7,391     | 阿久津村 7,467      | 阿久津村 7,374      | 阿久津村 9,774      | 阿久津村 9,706      | 阿久津町 9,363      | 高根沢町 21,479     | 高根沢町 20,485     |
| 1920年             | 1925年              | 1930年             | 1935年              | 1940年              | 1947年              | 1950年              | 1955年              | 1960年              | 1965年              |
| 芦野町 3,587       | 芦野町 3,724        | 芦野町 3,790       | 芦野町 3,828        | 芦野町 3,737        | 芦野町 4,856        | 芦野町 4,801        | 那須町 31,034       | 那須町 30,359       | 那須町 29,345       |
| 西那須野村 5,058   | 西那須野村 5,370    | 西那須野村 6,007   | 西那須野町 6,471    | 西那須野町 6,681    | 西那須野町 9,609    | 西那須野町 9,816    | 西那須野町 19,178   | 西那須野町 18,614   | 西那須野町 19,130   |
| 田沼町 12,595      | 田沼町 13,076       | 田沼町 12,839      | 田沼町 12,854       | 田沼町 13,175       | 田沼町 17,181       | 田沼町 16,992       | 田沼町 23,156       | 田沼町 30,243       | 田沼町 29,438       |

| 1970年 （昭和45年） | 1975年 （昭和50年） | 1980年 （昭和55年） | 1985年 （昭和60年） | 1990年 （平成2年） | 1995年 （平成7年） | 2000年 （平成12年） | 2005年 （平成17年） | 2010年 （平成22年） | 2015年 （平成27年） |
| ------------------- | ------------------- | ------------------- | ------------------- | ------------------ | ------------------ | ------------------- | ------------------- | ------------------- | ------------------- |
| 栃木県 1,580,021    | 栃木県 1,698,003    | 栃木県 1,792,201    | 栃木県 1,866,066    | 栃木県 1,935,168   | 栃木県 1,984,390   | 栃木県 2,004,817    | 栃木県 2,016,631    | 栃木県 2,007,683    | 栃木県 1,974,255    |
| 宇都宮市 301,231    | 宇都宮市 344,420    | 宇都宮市 377,746    | 宇都宮市 405,375    | 宇都宮市 426,795   | 宇都宮市 435,357   | 宇都宮市 443,808    | 宇都宮市 457,673    | 宇都宮市 511,739    | 宇都宮市 518,594    |
| 足利市 156,004      | 足利市 162,359      | 足利市 165,756      | 足利市 167,656      | 足利市 167,686     | 足利市 165,828     | 足利市 163,140      | 足利市 159,756      | 足利市 154,530      | 足利市 149,452      |
| 栃木市 78,345       | 栃木市 83,189       | 栃木市 85,592       | 栃木市 86,290       | 栃木市 86,216      | 栃木市 85,137      | 栃木市 83,855       | 栃木市 82,340       | 栃木市 139,262      | 栃木市 159,211      |
| 佐野市 71,573       | 佐野市 75,844       | 佐野市 78,351       | 佐野市 80,753       | 佐野市 83,484      | 佐野市 84,069      | 佐野市 83,414       | 佐野市 123,926      | 佐野市 121,249      | 佐野市 118,919      |
| 鹿沼市 77,746       | 鹿沼市 81,799       | 鹿沼市 85,159       | 鹿沼市 88,078       | 鹿沼市 90,043      | 鹿沼市 93,053      | 鹿沼市 94,128       | 鹿沼市 94,009       | 鹿沼市 102,348      | 鹿沼市 98,374       |
| 1970年              | 1975年              | 1980年              | 1985年              | 1990年             | 1995年             | 2000年              | 2005年              | 2010年              | 2015年              |
| 日光市 28,502       | 日光市 26,279       | 日光市 23,885       | 日光市 21,705       | 日光市 20,128      | 日光市 18,874      | 日光市 17,428       | 日光市 16,379       | 日光市 90,066       | 日光市 83,386       |
| 今市市 43,201       | 今市市 46,760       | 今市市 50,423       | 今市市 53,113       | 今市市 56,008      | 今市市 60,811      | 今市市 62,476       | 今市市 62,047       | （日光市）          | （日光市）          |
| 小山市 105,346      | 小山市 120,264      | 小山市 127,226      | 小山市 134,242      | 小山市 142,262     | 小山市 150,115     | 小山市 155,198      | 小山市 160,150      | 小山市 164,454      | 小山市 166,760      |
| 真岡市 40,008       | 真岡市 47,345       | 真岡市 52,764       | 真岡市 57,261       | 真岡市 61,748      | 真岡市 63,340      | 真岡市 64,648       | 真岡市 66,362       | 真岡市 82,289       | 真岡市 79,539       |
| 大田原市 40,698     | 大田原市 42,332     | 大田原市 46,662     | 大田原市 49,542     | 大田原市 52,547    | 大田原市 53,683    | 大田原市 56,557     | 大田原市 79,023     | 大田原市 77,729     | 大田原市 75,457     |
| 1970年              | 1975年              | 1980年              | 1985年              | 1990年             | 1995年             | 2000年              | 2005年              | 2010年              | 2015年              |
| 矢板市 30,063       | 矢板市 31,132       | 矢板市 32,747       | 矢板市 34,582       | 矢板市 35,603      | 矢板市 36,650      | 矢板市 36,466       | 矢板市 35,685       | 矢板市 35,343       | 矢板市 33,354       |
| 黒磯町 37,800       | 黒磯市 42,349       | 黒磯市 46,574       | 黒磯市 49,742       | 黒磯市 52,344      | 黒磯市 56,275      | 黒磯市 58,783       | 那須塩原市 115,032  | 那須塩原市 117,812  | 那須塩原市 117,146  |
| 氏家町 21,034       | 氏家町 22,167       | 氏家町 23,560       | 氏家町 24,364       | 氏家町 25,109      | 氏家町 26,948      | 氏家町 28,720       | さくら市 41,383     | さくら市 44,768     | さくら市 44,901     |
| 烏山町 21,625       | 烏山町 21,576       | 烏山町 21,613       | 烏山町 21,571       | 烏山町 21,058      | 烏山町 20,288      | 烏山町 19,408       | 那須烏山市 31,152   | 那須烏山市 29,206   | 那須烏山市 27,047   |
| 石橋町 15,687       | 石橋町 18,083       | 石橋町 18,560       | 石橋町 19,123       | 石橋町 19,039      | 石橋町 19,174      | 石橋町 19,498       | 石橋町 20,494       | 下野市 59,483       | 下野市 59,431       |
| 1970年              | 1975年              | 1980年              | 1985年              | 1990年             | 1995年             | 2000年              | 2005年              | 2010年              | 2015年              |
| 上三川町 18,003     | 上三川町 23,631     | 上三川町 24,597     | 上三川町 25,229     | 上三川町 27,300    | 上三川町 27,700    | 上三川町 29,421     | 上三川町 31,592     | 上三川町 31,621     | 上三川町 31,046     |
| 河内町 14,832       | 河内町 19,193       | 河内町 23,423       | 河内町 26,266       | 河内町 30,083      | 河内町 32,616      | 河内町 34,310       | 河内町 35,176       | （宇都宮市）        | （宇都宮市）        |
| 足尾町 11,202       | 足尾町 6,948        | 足尾町 6,007        | 足尾町 5,556        | 足尾町 4,934       | 足尾町 4,380       | 足尾町 3,797        | 足尾町 3,248        | （日光市）          | （日光市）          |
| 壬生町 25,475       | 壬生町 30,791       | 壬生町 35,037       | 壬生町 37,573       | 壬生町 39,588      | 壬生町 39,823      | 壬生町 39,853       | 壬生町 40,107       | 壬生町 39,605       | 壬生町 39,951       |
| 高根沢町 20,662     | 高根沢町 21,859     | 高根沢町 22,765     | 高根沢町 23,662     | 高根沢町 26,328    | 高根沢町 27,785    | 高根沢町 29,777     | 高根沢町 30,915     | 高根沢町 30,436     | 高根沢町 29,639     |
| 1970年              | 1975年              | 1980年              | 1985年              | 1990年             | 1995年             | 2000年              | 2005年              | 2010年              | 2015年              |
| 那須町 28,121       | 那須町 27,699       | 那須町 26,824       | 那須町 26,789       | 那須町 26,670      | 那須町 26,748      | 那須町 27,027       | 那須町 26,693       | 那須町 26,765       | 那須町 24,919       |
| 西那須野町 20,834   | 西那須野町 24,437   | 西那須野町 28,807   | 西那須野町 31,763   | 西那須野町 35,602  | 西那須野町 39,653  | 西那須野町 43,186   | （那須塩原市）      | （那須塩原市）      | （那須塩原市）      |
| 田沼町 28,615       | 田沼町 29,364       | 田沼町 29,854       | 田沼町 30,176       | 田沼町 30,423      | 田沼町 30,456      | 田沼町 29,582       | （佐野市）          | （佐野市）          | （佐野市）          |

### 人口集中地区
2010年（平成22年）国勢調査による栃木県内のDID（人口集中地区）は、15市町22地区あり、人口5万人以上のDIDは宇都宮市I・足利市・小山市Iの3地区であった。
| 県郡市町   | 平成2年 DID人口 | 県郡市町   | 平成12年 DID人口 | 県郡市町     | 平成22年 DID人口 |
| ---------- | --------------- | ---------- | ---------------- | ------------ | ---------------- |
| 栃木県     | 745,425         | 栃木県     | 825,047          | 栃木県       | 888,072          |
| 市部       | 670,904         | 市部       | 727,082          | 市部         | 841,440          |
| 郡部       | 74,521          | 郡部       | 97,965           | 郡部         | 46,632           |
| 宇都宮市   | 325,086         | 宇都宮市   | 349,054          | 宇都宮市     | 384,583          |
| 宇都宮市I  | 319,598         | 宇都宮市I  | 341,013          | 宇都宮市I    | 376,341          |
| 宇都宮市II | 5,488           | 宇都宮市II | 8,041            | 宇都宮市II   | 8,242            |
| 足利市     | 94,020          | 9202-00    | -                | 9202-00      | -                |
| 足利市I    | 88,611          | 足利市     | 94,700           | 足利市       | 91,768           |
| 足利市II   | 5,409           | 9202-02    | -                | 9202-02      | -                |
| 9203-00    | -               | 9203-00    | -                | 栃木市       | 57,347           |
| 栃木市     | 44,015          | 栃木市     | 43,835           | 栃木市I      | 45,020           |
| 9204-00    | -               | 9204-00    | -                | 佐野市       | 45,678           |
| 佐野市     | 41,013          | 佐野市     | 40,710           | 佐野市I      | 40,511           |
| 鹿沼市     | 31,892          | 鹿沼市     | 38,531           | 鹿沼市       | 41,377           |
| 日光市     | 8,815           | 日光市     | 5,049            | 9206         | -                |
| 今市市     | 11,002          | 今市市     | 9,676            | 日光市       | 9,050            |
| 小山市     | 58,591          | 小山市     | 75,948           | 小山市       | 92,871           |
| 小山市I    | 49,293          | 小山市I    | 63,733           | 小山市I      | 80,108           |
| 小山市II   | 9,298           | 小山市II   | 12,215           | 小山市II     | 12,763           |
| 真岡市     | 18,024          | 真岡市     | 23,913           | 真岡市       | 27,457           |
| 大田原市   | 12,697          | 大田原市   | 13,989           | 大田原市     | 15,813           |
| 矢板市     | 10,935          | 矢板市     | 11,588           | 矢板市       | 11,158           |
| 9213-00    | -               | 9213-00    | -                | 那須塩原市   | 31,654           |
| 黒磯市     | 14,814          | 黒磯市     | 20,089           | 那須塩原市Ⅰ  | 18,919           |
| 9216-00    | -               | 9216-00    | -                | 下野市       | 32,684           |
| 9302       | -               | 南河内町   | 10,059           | 9216-012     | -                |
| 壬生町     | 17,156          | 壬生町     | 18,008           | 壬生町       | 19,403           |
| 壬生町I    | 10,817          | 壬生町I    | 10,647           | 壬生町I      | 11,479           |
| 壬生町II   | 6,339           | 壬生町II   | 7,361            | 壬生町II     | 7,924            |
| 石橋町     | 7,505           | 石橋町     | 8,684            | 下野市II     | 10,301           |
| 9363       | -               | 国分寺町   | 5,969            | 下野市I      | 22,383           |
| 野木町     | 10,318          | 野木町     | 13,711           | 野木町       | 13,485           |
| 大平町     | 9,006           | 大平町     | 11,155           | 栃木市II     | 12,327           |
| 9386       | -               | 9386       | -                | 高根沢町     | 13,744           |
| 烏山町     | 5,441           | 9402       | -                | 9402         | -                |
| 西那須野町 | 11,235          | 西那須野町 | 11,576           | 那須塩原市II | 12,735           |
| 田沼町     | 5,369           | 田沼町     | 5,379            | 佐野市II     | 5,167            |

| 1990年 （平成2年）  | 24 | 宇都宮 I II | 河内        | 足利 I II | 栃木      | 大平      | 佐野      | 田沼      | 鹿沼 | 日光 | 今市 | 小山 I II | 野木 | 真岡 | 大田原 | 矢板 | -      | 壬生 I II | 石橋      | -         | -         | 烏山 | 黒磯          | 西那須野      |
| 1995年 （平成7年）  | 26 | 宇都宮 I II | 河内        | 足利 I II | 栃木      | 大平      | 佐野      | 田沼      | 鹿沼 | 日光 | 今市 | 小山 I II | 野木 | 真岡 | 大田原 | 矢板 | -      | 壬生 I II | 石橋      | 国分寺    | 南河内    | 烏山 | 黒磯          | 西那須野      |
| 2000年 （平成12年） | 24 | 宇都宮 I II | 河内        | 足利      | 栃木      | 大平      | 佐野      | 田沼      | 鹿沼 | 日光 | 今市 | 小山 I II | 野木 | 真岡 | 大田原 | 矢板 | -      | 壬生 I II | 石橋      | 国分寺    | 南河内    | -    | 黒磯          | 西那須野      |
| 2005年 （平成17年） | 24 | 宇都宮 I II | 河内        | 足利      | 栃木      | 大平      | 佐野 I II | 佐野 I II | 鹿沼 | -    | 今市 | 小山 I II | 野木 | 真岡 | 大田原 | 矢板 | 高根沢 | 壬生 I II | 石橋      | 国分寺    | 南河内    | -    | 那須塩原 I II | 那須塩原 I II |
| 2010年 （平成22年） | 22 | 宇都宮 I II | 宇都宮 I II | 足利      | 栃木 I II | 栃木 I II | 佐野 I II | 佐野 I II | 鹿沼 | 日光 | 日光 | 小山 I II | 野木 | 真岡 | 大田原 | 矢板 | 高根沢 | 壬生 I II | 下野 I II | 下野 I II | 下野 I II | -    | 那須塩原 I II | 那須塩原 I II |
| 2015年 （平成27年） | 22 | 宇都宮 I II | 宇都宮 I II | 足利      | 栃木 I II | 栃木 I II | 佐野 I II | 佐野 I II | 鹿沼 | 日光 | 日光 | 小山 I II | 野木 | 真岡 | 大田原 | 矢板 | 高根沢 | 壬生 I II | 下野 I II | 下野 I II | 下野 I II | -    | 那須塩原 I II | 那須塩原 I II |

## 政治

### 県政
- 知事:福田富一（ふくだ とみかず、5期目）

#### 歴代公選知事
- 小平重吉（2期、1947年4月12日 - 1955年2月4日）
- 小川喜一（1期、1955年2月5日 - 1959年2月4日）
- 横川信夫（4期、1959年2月5日 - 1974年12月7日）
- 船田譲（3期、1974年12月8日 - 1984年12月7日）
- 渡辺文雄（4期、1984年12月9日 - 2000年12月8日）
- 福田昭夫（1期、2000年12月9日 - 2004年12月8日）
- 福田富一（6期、2004年12月9日 - 現職）

#### 財政

##### 平成19年度
- 財政力指数 0.63
  - Iグループ（財政力指数0.5以上）17自治体中7位

##### 平成18年度
- 財政力指数 0.58
  - Iグループ（財政力指数0.5以上）16自治体中8位

##### 平成17年度
- 財政力指数 0.53
  - Iグループ（財政力指数0.5以上）10自治体中9位

##### 平成16年度
- 財政力指数 0.49
  - IIグループ（財政力指数0.4以上、0.5未満）10自治体中1位

### 国政
衆議院の小選挙区が5。参議院では、全県で1区を構成。

## 経済・産業

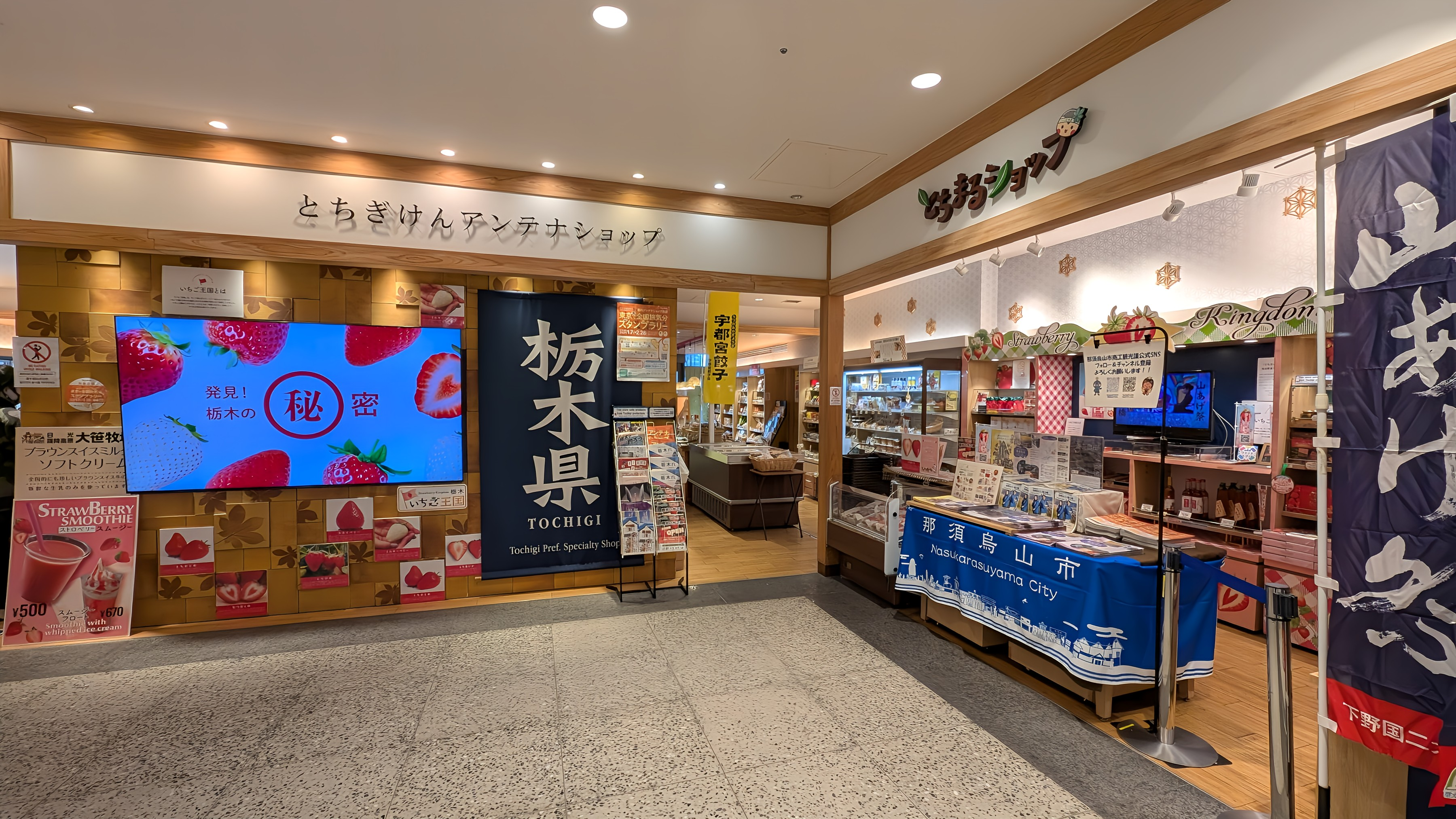
イチゴ王国 栃木県(東京ソラマチのアンテナショップ)

2008年（平成20年）度の県民総生産は7兆9901億円である。国のGDPと比較しても、過半数の国よりも大きな規模を有している。主要産業は、宇都宮市のほか上三川町、小山市、大田原市、真岡市、栃木市、足利市、鹿沼市、矢板市などに代表される内陸型近代工業で、これらは北関東工業地域の一部を形成している。
農業も盛んであり、県北から流出する河川の豊かな水を利用した産業地帯で、米作が盛んなほか飲料工業も発達している。那須塩原市や大田原市、宇都宮市は国内有数の米産地となっているほか、那須塩原市では酪農も盛んであり、国内生乳生産量は北海道に次いで高い。ほか、真岡市や鹿沼市などを中心にいちごの栽培が盛んであり、壬生町や鹿沼市のかんぴょうとともに県の特産品となっている。
商業は宇都宮市で盛んで、栃木県内年間商品販売額の約半分が宇都宮市で占められており、栃木県内第一の商業都市となっている。観光産業も盛んで、日光市や那須塩原市、足利市の歴史・自然遺産（日光の社寺、足尾銅山跡、足利学校跡、中禅寺湖、華厳滝、鬼怒川温泉、那須岳、那須高原、塩原温泉など）、宇都宮市の餃子やカクテル、ジャズ、茂木町のモビリティリゾートもてぎ、栃木市の蔵の街なども観光資源となっている。
県庁所在地の宇都宮市は全国屈指の米産地であるほか、栃木県の年間製品販売額の約半分を占め、工業生産額も栃木県内市町村最大となっており、栃木県内最大の農商工業都市となっている。

### 第一次産業

#### 農林業
- 栃木県の主要農産物 イチゴ、ニラ、ニンジン、水稲、生乳、かんぴょう、二条大麦、ブドウ、もやし、ウド、麻
  - 農産物の大消費地である首都圏に位置する地理的に優位性を生かした首都圏農業が盛んである。
- 大麻 - 麻布用大麻、かんぴょう、イチゴ、二条大麦、もやし、ウドの生産量が日本一である[38]。

なお、かんぴょうは栃木県が99%を生産し、残りは茨城県が生産している。
- 梨 - 芳賀郡など、和なし収穫全国6位
- りんご - 矢板市など
- とちぎ和牛 - 那須塩原市など県北地域。大田原牛という高級ブランド牛もある。
- 宇都宮牛 - 宇都宮農業協同組合の管内で生産される銘柄牛[39][40]。

#### 水産業
- 奥日光中禅寺湖畔・菖蒲ヶ浜に水産研究・教育機構日光支所、大田原市の那珂川河畔に栃木県水産試験場がある。
- 栃木県内各所の養魚場で鱒の養殖が行われている。
- 那珂川、鬼怒川、思川などに主に観光目的であるがやな場が多数ある。
- 那珂川には少数であるが川魚漁で生計を立てている人もいる。

#### 農業産出額
| 1  | 那須塩原市 | 277億円 |
| 2  | 大田原市   | 268億円 |
| 3  | 宇都宮市   | 208億円 |
| 4  | 那須町     | 144億円 |
| 5  | 小山市     | 142億円 |
| 6  | 鹿沼市     | 132億円 |
| 7  | 日光市     | 130億円 |
| 8  | 那須烏山市 | 116億円 |
| 9  | さくら市   | 116億円 |
| 10 | 二宮町     | 113億円 |

| 11 | 真岡市   | 112億円 |
| 12 | 芳賀町   | 86億円  |
| 13 | 下野市   | 86億円  |
| 14 | 高根沢町 | 71億円  |
| 15 | 佐野市   | 68億円  |
| 16 | 栃木市   | 62億円  |
| 17 | 足利市   | 60億円  |
| 18 | 上三川町 | 57億円  |
| 19 | 壬生町   | 56億円  |
| 20 | 市貝町   | 56億円  |

### 第二次産業

#### 工業
- 工業製品
  - 自動車工業、タイヤ、医療用X線装置液晶、テレビ受像機、カメラ用交換レンズ、医療・衛生用ゴム製品、シャッター、ハードディスクなどの磁気記録媒体（世界シェア100%を生産）
  - 宇都宮テクノポリス地域（清原工業団地、芳賀工業団地、ソフトリサーチパーク情報の森とちぎ）
首都圏に位置する有利な立地条件を生かし、高付加価値型や情報産業・研究所を中心とした優良企業の誘致を進めている。
- 伝統工芸 （栃木県指定の伝統工芸品）
  - 小山市など栃木県南東部は結城紬（ゆうきつむぎ）の産地。
  - 益子焼（益子町）、小砂焼（こいさごやき、那珂川町小砂）など陶磁器
  - 日光市周辺の杉線香生産はシェア約50%で全国一。（今市観光協会、かおり風景100選）
  - 日光市の日光彫。江戸時代に日光東照宮建造、補修に当たった彫師、塗師が日光に定住して日光土産として盆など小物漆器を生産したのが始まり。
  - 鹿沼市は家具、建具など木工製品の産地。鹿沼伝統の彫刻屋台にも使われている欄間、組子書院障子なども作られる。（鹿沼木工団地協同組合、彫刻屋台）
  - 宇都宮市周辺は瓢箪、かんぴょうの原料となるユウガオの実を細工した工芸品ふくべ細工の産地である。（ふくべ細工）

#### 鉱業
- かつて日本を代表する鉱山の足尾銅山を有し、周辺の水力発電の電力を利用し電線などを生産し日本の近代化に貢献。
  - 現在も日光市においてプリント基板や高性能電池の電極に使用される高品質の電解銅箔の生産が行われている。
- 佐野市葛生地区はセメントなどの原料となるドロマイト（産出量日本一）、石灰岩の主要産地である。
- 宇都宮市は建築材料として有名な大谷石の産地である。

#### 製造品出荷額など
| 1  | 宇都宮市   | 1兆6949億円 | 松下電器産業(現:パナソニック)、キヤノン、富士重工業、住友ベークライト、中外製薬、 久光製薬、日本たばこ産業、デュポン、カルソニック・ハリソン、マニー株式会社 |
| 2  | 上三川町   | 9295億円    | 日産自動車 |
| 3  | 小山市     | 7796億円    | コマツ、富士通 |
| 4  | 大田原市   | 7599億円    | 東芝、富士通、ニコン |
| 5  | 真岡市     | 6657億円    | 本田技研工業、神戸製鋼所、パナソニック電工住宅設備 |
| 6  | 大平町     | 4190億円    | 日立アプライアンス、いすゞ |
| 7  | 足利市     | 4180億円    | タツミ |
| 8  | 鹿沼市     | 4126億円    | 関西ペイント、東芝ライテック、JSP、ナカニシ |
| 9  | 矢板市     | 4061億円    | シャープ |
| 10 | 那須塩原市 | 3879億円    | ブリヂストン |
| 11 | 佐野市     | 3857億円    | |
| 12 | 日光市     | 3502億円    | 古河電工、日本香堂、グラクソ・スミスクライン |
| 13 | 栃木市     | 2583億円    | |
| 14 | 下野市     | 2079億円    | |
| 15 | さくら市   | 2001億円    | |
| 16 | 芳賀町     | 1833億円    | 本田技術研究所 |
| 17 | 野木町     | 1134億円    | |
| 18 | 壬生町     | 996億円     | |
| 19 | 市貝町     | 847億円     | |
| 20 | 高根沢町   | 687億円     | |

### 第三次産業

#### 商業
- 宇都宮市は栃木県内市町村の中で最大の年間商品販売額（2006年（平成18年）、卸売業を含む）を有する。

#### 観光

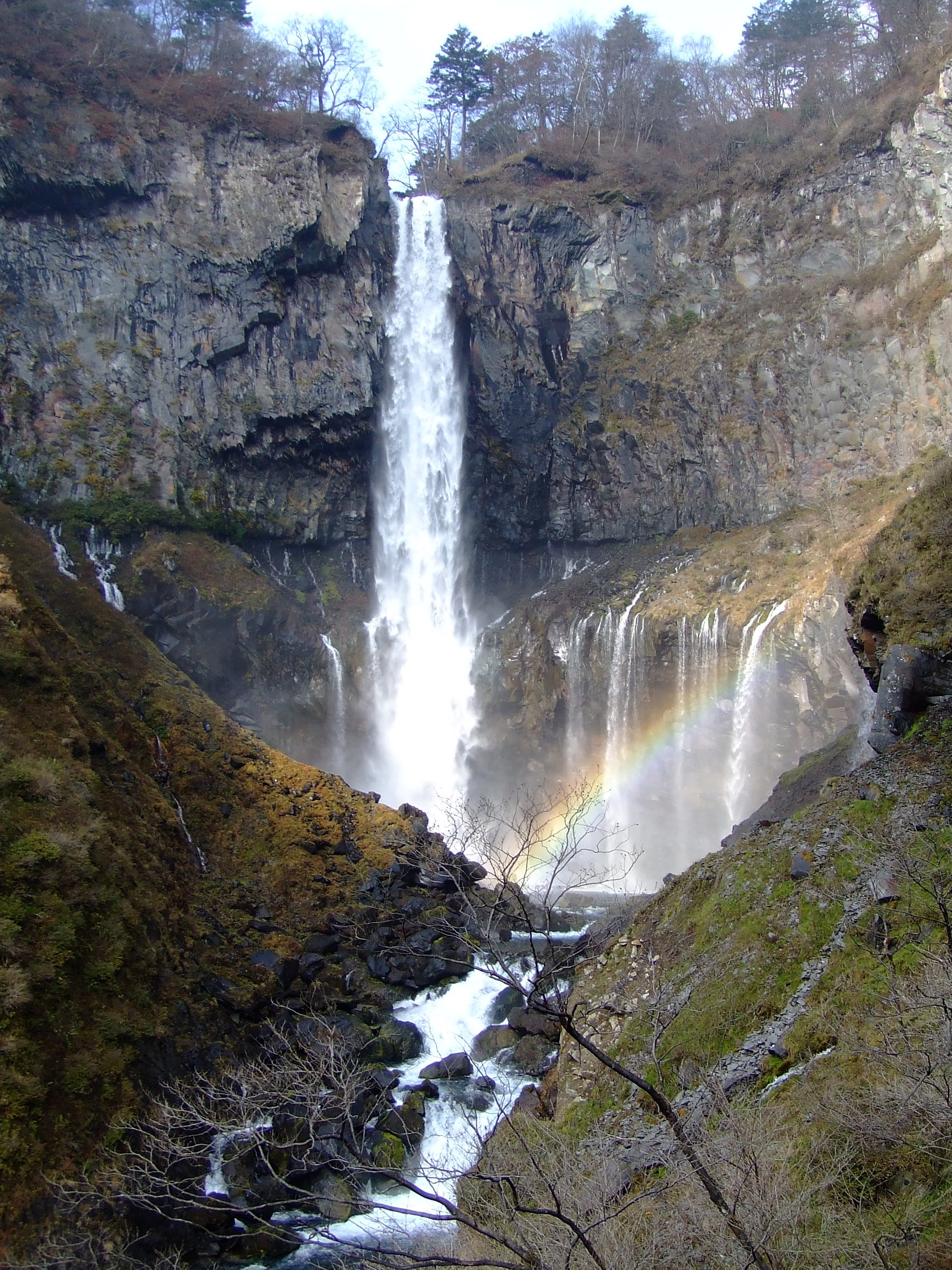
華厳滝

- 日光・鬼怒川、塩原・那須地域では観光業が盛んである。

#### 商業年間商品販売額
| 1  | 宇都宮市   | 2兆8359億円 |
| 2  | 小山市     | 5296億円    |
| 3  | 足利市     | 3452億円    |
| 4  | 佐野市     | 2836億円    |
| 5  | 那須塩原市 | 2093億円    |
| 6  | 鹿沼市     | 2042億円    |
| 7  | 栃木市     | 1817億円    |
| 8  | 真岡市     | 1360億円    |
| 9  | 大田原市   | 1293億円    |
| 10 | 日光市     | 1206億円    |

| 11 | 下野市   | 814億円 |
| 12 | 壬生町   | 676億円 |
| 13 | 上三川町 | 671億円 |
| 14 | さくら市 | 638億円 |
| 15 | 矢板市   | 487億円 |
| 16 | 大平町   | 451億円 |
| 17 | 芳賀町   | 436億円 |
| 18 | 高根沢町 | 313億円 |
| 19 | 岩舟町   | 304億円 |
| 20 | 那須町   | 288億円 |

#### 主な大型商業施設
- 佐野プレミアム・アウトレット
- 那須ガーデンアウトレット
- ベルモール
- 福田屋百貨店
  - 福田屋ショッピングプラザ宇都宮店
  - FKDショッピングモール宇都宮インターパーク店
  - 福田屋鹿沼店
- 東武宇都宮百貨店
- イオングループ
  - イオン・イオンモール
    - イオン今市店、イオン栃木店、イオン壬生店
    - イオンモール小山
    - イオンモール佐野新都市

  - イオンタウン
    - イオンタウン那須、イオンタウン真岡、イオンタウン那須塩原、イオンタウンさくら、イオンタウン佐野
- セブン&アイホールディングス
  - イトーヨーカドー宇都宮店（ベルモールのキーテナント）
  - イトーヨーカドー小山店
- ベイシアグループ
  - ベイシア今市モール
  - カインズモール大平
  - カインズホーム宇都宮平出店
- パセオ
- トナリエ宇都宮

### 栃木県の企業

#### 栃木県に本社のある主な企業
- 足利銀行 - 県指定金融機関。また高根沢町以外の県内市町の指定金融機関。
- 栃木銀行 - 高根沢町指定金融機関。
- 福田屋百貨店 - ショッピングセンター
- 東武宇都宮百貨店
- カワチ薬品 - ドラッグストア
- コジマ - 大手家電量販店
- TKC - 情報サービス
- カンセキ - ホームセンター
- フタバ食品 - アイスクリームなど製造
- Genki Global Dining Concepts - 回転寿司大手
- アキモ - 漬物製造
- マイコール - エステー子会社。使い捨てカイロ製造
- レオン自動機 - 食品機械の製造
- マニー - 医療機器製造
- ナカニシ - 歯科医療機器・工業製品の製造
- キヤノンメディカルシステムズ - 医療機器製造
- 野岩鉄道 - 第三セクター方式の鉄道
- 真岡鐵道 - 第三セクター方式の鉄道
- 関東自動車 - 路線バス・高速バス・那須ロープウェイなどを運行
- 日光交通 - 明智平ロープウェイや路線バスなどを運行
- 滝沢ハム - ハムなど食肉加工品の製造
- 岩下食品 - 漬物製造
- マルシンフーズ - ハンバーグなど食肉加工品製造
- 針谷乳業 - 乳製品製造
- 小平産業 - トラックボディ製造
- ジーエムいちはら工業　- 消防車製造
- 仙波糖化工業 - 粉末茶など食品原料製造
- フライングガーデン - ファミリーレストランチェーン
- デクセリアルズ - 電子部品・接合材料・光学材料などの製造

#### 栃木県に進出した主な企業
- パナソニック
- 日産自動車
- 本田技研工業
- SUBARU
- いすゞ自動車
- ブリヂストン
- 小松製作所
- キヤノン
- PENTAX
- 花王
- 中外製薬
- 久光製薬
- グラクソ・スミスクライン
- 宇津救命丸
- ママー・マカロニ - パスタの製造 - 日清フーズ子会社（日清製粉グループ）
- サッポロビール那須工場
- ニッカウヰスキー栃木工場（さくら市）
- サントリー梓の森工場（栃木市）
- カルビー
- 森永製菓
- 宮島醤油宇都宮工場
- 古河電気工業
- 古河電池
- 古河機械金属 - 足尾銅山
- アキレス
- 住友大阪セメント
- 東京石灰工業
- 東光高岳
- 東日本旅客鉄道
- 東武鉄道
- JRバス関東

## 生活・交通

### 警察
- 栃木県警察

### 交通
栃木県のほぼ中心を南北に東京と東北地方を結ぶJR東北新幹線、JR宇都宮線（東北本線）、東北自動車道、国道4号が南北に走る。
また宇都宮を中心にして放射線状に栃木県内各地へと路線が伸びている。宇都宮を基準にして各方向への主要路線は次の通り。
- 北西側（日光市・塩原町方面）：JR日光線、日光宇都宮道路、国道119号、国道121号、田原街道、船生街道、新里街道（仁良塚街道）
- 北東側（高根沢町・さくら市・那須烏山市方面）：陸羽街道、白沢街道
- 東側（芳賀町・市貝町・茂木町方面）：水戸街道、茂木街道、柳田街道
- 南東側（上三川町・真岡市方面）：国道408号、上三川街道、砂田街道、真岡街道
- 南西側（壬生町・栃木市方面）：東武宇都宮線、栃木街道、羽生田街道
- 西側（鹿沼市方面）：JR日光線、国道119号、大谷街道（荒針街道）、長坂街道（鹿沼街道）、楡木街道（鹿沼インター通り）

このほかに東西を結ぶ路線は、県南部では茨城県、群馬県両県間を結ぶ北関東自動車道やJR両毛線、JR水戸線、国道50号など。県北部では、国道400号などがある。南北方向には、県東部では国道294号など。県西部には東京から直通する鉄道路線の東武日光線、東武鬼怒川線、野岩鉄道会津鬼怒川線が走る。
栃木県内に空港は存在しない。最寄りの空港は成田国際空港（千葉県成田市）・東京国際空港（東京都大田区）など。

#### 高速国道
- E4東北自動車道 - 川口JCTから宇都宮ICまでは6車線で整備されている。
- E50北関東自動車道

#### 一般国道
- 国道4号
- 国道50号
- 国道119号
- 日光宇都宮道路（バイパス有料道路）
- 国道120号
- 国道121号
- 国道122号
- 国道123号
- 国道293号
- 国道294号
- 国道352号
- 国道400号
- 国道407号
- 国道408号
- 国道461号

#### 主要県道・一般県道
- 栃木県の県道一覧

#### 鉄道路線
那珂川町、塩谷町を除く全自治体に鉄道駅が存在する。
なお、上三川町には、日本貨物鉄道株式会社の「宇都宮貨物ターミナル」という
貨物専用駅があるが、旅客駅は存在しない
県内の鉄道路線の総運行距離（重複除く）は418.5 kmで、117駅ある。
2019年度の1日あたりの平均輸送人員は17.6万人で、
最盛期（1995年）から2割減少している。
〔〕は、路線ごとの栃木県内区間の運行距離、駅数、平均輸送人員（2019年度）。
- 東日本旅客鉄道（JR東日本）
  - 東北新幹線〔77.2 km、3駅、21,506人/日〕
  - 山形新幹線
  - 秋田新幹線（全列車通過）
  - 東北本線（黒磯駅以北は愛称の設定なし）〔107.3 km、21駅、111,841人/日〕[41]
    - 宇都宮線（黒磯駅以南の愛称）
    - 湘南新宿ライン（新宿駅を経由して横須賀線に直通する列車の愛称）
    - 上野東京ライン（東京駅を経由して東海道線に直通する列車の愛称）

  - 日光線〔40.5 km、7駅、6,786人/日〕[41]
  - 両毛線〔47.3 km、11駅〕[41]
  - 烏山線〔20.4 km、8駅、1,575人/日、13,269人/日〕[41]
  - 水戸線〔4.9 km、1駅〕[41]
- 東武鉄道
  - 東武宇都宮線〔24.3 km、11駅、12,055人/日〕[41]
  - 東武伊勢崎線〔6.7 km、5駅、4,734人/日〕[41]
  - 東武日光線〔65.0 km、18駅、16,555人/日〕[41]
  - 東武鬼怒川線〔16.2 km、9駅、2,491人/日〕[41]
  - 東武佐野線〔15.2 km、8駅、3,878人/日〕[41]
- 野岩鉄道
  - 野岩鉄道会津鬼怒川線〔25.0 km、8駅、675人/日〕[41]
- 真岡鐵道
  - 真岡鐵道真岡線〔33.4 km、13駅、1,899人/日〕[41]
- わたらせ渓谷鐵道
  - わたらせ渓谷鐵道わたらせ渓谷線〔5.4 km、4駅、123人/日〕[41]
- 宇都宮ライトレール
  - 宇都宮芳賀ライトレール線

#### 主な路線バス
栃木県内の民間路線バス（民間委託のコミュニティバスを含む）の総走行キロは2,635.3万 km、2019年度の1日あたりの平均輸送人員は51,408人で、最盛期（1969年）から87%減少している。〔〕は、事業者ごとの栃木県内区間の走行キロ、平均輸送人員（2019年度）。
- 関東自動車〔1,914.4万 km、41,748人/日〕[41]
  - 宇都宮・鹿沼・日光・塩谷地区
    - 関東自動車駒生営業所
    - 関東自動車宇都宮営業所
    - 関東自動車簗瀬営業所
    - 関東自動車鹿沼営業所

  - 下野・真岡・壬生・小山地区
    - 関東自動車石橋営業所

  - 佐野・栃木地区
    - 関東自動車佐野営業所

  - 宇都宮・さくら・馬頭・真岡・益子地区（旧・東野交通）
    - 関東自動車東野平出営業所

  - 大田原・那須地区
    - 関東自動車那須塩原営業所

  - 高速バス
    - マロニエ号羽田線（黒磯駅・宇都宮駅・佐野新都市バスターミナル - 羽田空港）
    - マロニエ号成田線（柳田車庫・宇都宮駅 - 成田空港）
    - とちの木号（宇都宮駅・栃木駅 - 京都駅・大阪駅・あべの橋駅）
    - サルビア号（桐生駅・足利市駅・佐野新都市バスターミナル - 成田空港）
    - 北関東ライナー水戸線（宇都宮駅 - 赤塚駅・水戸駅）
    - 那須・塩原号（那須温泉・西那須野駅 - 鹿沼バスターミナル - 王子駅・バスタ新宿）
- ジェイアールバス関東〔444.5万 km、5,233人/日〕[41]
  - 宇都宮・芳賀・茂木地区
    - ジェイアールバス関東宇都宮支店

  - 那須・塩原地区
    - ジェイアールバス関東西那須野支店

  - 高速バス
    - ジェイアールバス関東佐野支店
    - マロニエ新宿号（佐野新都市バスターミナル - 王子駅・新宿駅）
    - マロニエ東京号（佐野新都市バスターミナル - 王子駅・東京駅）
    - ミッドナイトマロニエ号（新宿駅・王子駅→佐野新都市バスターミナル）※深夜便
    - 那須・塩原号（那須温泉・塩原温泉 - 鹿沼バスターミナル - 王子駅・バスタ新宿）
- 東武バス日光〔134.7万 km、3,504人/日〕[41]
  - 日光・奥日光地区
  - 高速バス
    - 鬼怒川温泉駅・東武日光駅 - 羽田空港・横浜駅線
- 日光交通〔65.0万 km、260人/日〕[41]
  - 戦場ヶ原・小田代ヶ原地区低公害バス
  - 鬼怒川温泉地区
  - 湯西川温泉地区
- 東京空港交通
  - マロニエ号羽田線
- 千葉交通
  - マロニエ号成田線
  - サルビア号
- 近鉄バス
  - とちの木号
- 茨城交通
  - 北関東ライナー水戸線
  - 関東やきものライナー（秋葉原駅 - 茂木さかがわ館・益子駅）
  - 水戸駅北口 - モビリティリゾートもてぎ（土日祝日のみ）
- 日本中央バス
  - シルクライナー
- 福島交通・名鉄バス
  - 夜行高速バス福島・郡山・宇都宮 - 名古屋線
- 東北急行バス
  - 日光・鬼怒川温泉号（鬼怒川温泉駅・東武日光駅 - 東京駅）

### 医療・福祉
災害拠点病院
- 栃木県災害拠点病院

保育所
- 栃木県保育所一覧

### 教育
大学・短期大学
- 栃木県の大学一覧

高等専門学校
- 小山工業高等専門学校（小山市）

専修学校
- 栃木県専修学校一覧

特別支援学校
- 栃木県特別支援学校一覧

高等学校
- 栃木県高等学校一覧

中学校
- 栃木県中学校一覧

小学校
- 栃木県小学校一覧

幼稚園
- 栃木県幼稚園一覧

### マスメディア

#### 新聞
- 下野新聞

#### テレビ局
放送対象地域は関東広域圏に属する。栃木県域放送のとちぎテレビ・NHK宇都宮放送局（総合テレビ）のほかに、教育テレビと在京キー局5局（日本テレビ・テレビ朝日・TBS・テレビ東京・フジテレビ）が栃木県内を含む関東地方全域が放送区域になっている。県中部以南の関東平野では放送対象地域外のNHK東京総合テレビ（JOAK-DTV）が受信エリアのめやすとなっている。また、とちぎテレビのみならずNHK・キー局ともに栃木県内各地に中継局を置いている。
- NHK宇都宮放送局（総合テレビ）
- とちぎテレビ(GYT)（独立放送局）

#### ラジオ局
- AMラジオ局
  - 栃木放送(CRT)（NRN系列）

※関東広域放送を行っているJRN系列のTBSラジオ、NRN系列の文化放送・ニッポン放送も放送対象地域になっている。
- FMラジオ局
  - エフエム栃木(RADIO BERRY)（JFN系列）
  - NHK宇都宮放送局

※本県はradikoの基本サービスで聴取できる局数が全国の都道府県で一番多い17局ある。県中部以南の関東平野では、関東全都県に所在する全AM(/ワイドFM)・県域FM局が多くの地域で電波受信可能である。
- コミュニティFM局
  - FMくらら857、栃木市（JOZZ3CB-FM）
  - 宇都宮コミュニティエフエム(ミヤラジ)、宇都宮市(JOZZ3CK-FM)
  - おーラジ、小山市(JOZZ3CM-FM)
  - FMゆうがお(運営会社はケーブルビジョン)、下野市(JOZZ3CU-FM)
  - エフエム真岡、真岡市(JOZZ3CV-FM)
  - FM DAMONO、足利市(JOZZ3DD-FM)

1994年（平成6年）、栃木市の栃木コミュニティ放送に免許が交付されたことがあるが（JOZZ3AA-FM：FM蔵の街）、経済的な問題もあり免許を取り下げたため、コミュニティ放送局は2015年10月までない状態が20年近く続き、新規の開局の機運はなく、全国で唯一コミュニティ放送のない都道府県「空白県」であったが、2015年（平成27年）1月27日、栃木ケーブルテレビ（運営・ケーブルテレビ株式会社）が運営するとちぎシティエフエム（JOZZ3CB-FM）に予備免許が交付され、栃木県にもコミュニティ放送が開局の見通しとなった。
- 県内のコミュニティFMは6局とも聴取アプリ ｢FM++ (エフエムプラぷら)｣ に参加している。日本コミュニティ放送協会 (JCBA) にはFMくらら857とFMゆうがおが加盟している。

## 文化・スポーツ
栃木県には120以上のゴルフ場があり、平成期までは国内ツアーが各地で行われていた。ゴルフブームは終わったものの、現在でも高齢者の人気スポーツとして、都心に近い栃木市や佐野市には多くの他県から来場者がある。栃木県のゴルフ場は山岳コースが多く、関東平野にある河川敷や平坦なコースと違い変化がある。料金面でも魅力があり、自然の中でプレイが楽しめる。

### 方言
- 栃木弁
- 足利弁

### 食文化
郷土料理
食品・加工食品・料理

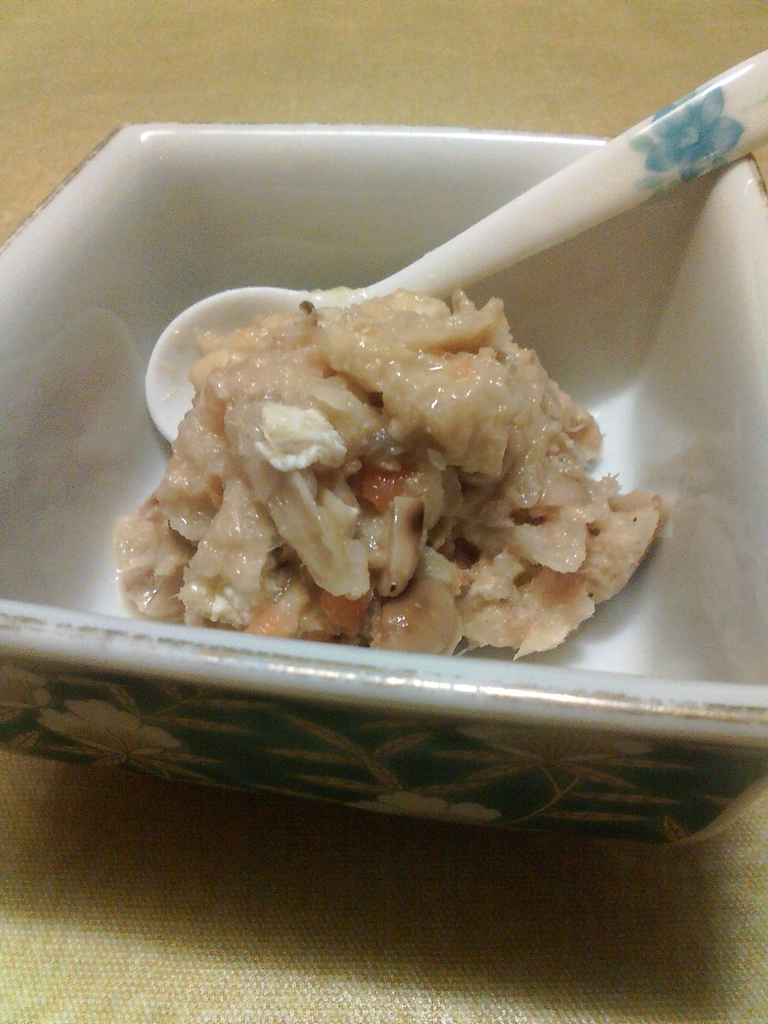
しもつかれ

- かんぴょう料理 - 壬生町・上三川町・下野市周辺
- イチゴ - とちおとめ、スカイベリー[44]、とちあいか[45]など
- しもつかれ - 大根の粗下ろし・鮭の頭、酒粕などを煮込んだ郷土料理、栃木県内のほぼ全域・茨城の一部
- 餃子 - 宇都宮市
- ソバ - 山間部（日光市・鹿沼市・佐野市・栃木市 ほか）
- レモン牛乳 - 栃木県内各地
- ゆば - 日光市
- アイソの田楽 - 栃木県内各地
- 山菜 - 山間部（日光市・那須塩原市・鹿沼市 ほか）
- 佐野ラーメン - 佐野市
- 法度汁
- いもフライ - 県南部（佐野市ほか）
- 鮎 - 那珂川、鬼怒川、思川
  - 鮎のなれ寿司 - 宇都宮市上河内地区
- 鱒 - 日光市
- サガンボとモロ（サメ） - 栃木県内各地
- チタケ（チチタケ） - 栃木県内各地
- 耳うどん（佐野市）
- じゃがいも入りやきそば - 栃木市
- やきそバーガー - 足利市

### 伝統工芸
経済産業大臣指定伝統的工芸品
- 結城紬（織物、1977年）
- 益子焼（陶磁器、1979年）

伝統工芸品

### 伝統芸能
民謡
- 八木節

### スポーツ
- 栃木SC（サッカー・Jリーグ）
- 栃木シティFC（サッカー・関東リーグ）
- H.C.栃木日光アイスバックス（アイスホッケー・アジアリーグ）
- 宇都宮ブレックス（バスケットボール・Bリーグ）
- 栃木ゴールデンブレーブス（野球・ルートインBCリーグ）
- 全足利クラブ（社会人野球）
- 全栃木野球クラブ（社会人野球）
- 宇都宮ブリッツェン（自転車競技）
- 那須ブラーゼン（自転車競技）
- LIEBE栃木（フィールドホッケー・高円宮牌ホッケー日本リーグ）
- 宇都宮競輪場
- 宇都宮競馬場（廃止）

### ゆるきゃら・ご当地キャラ
ゆるきゃら・ご当地キャラ
- さのまる（佐野市）
- とち介（栃木市）
- 与一くん（大田原市）
- ともなりくん（矢板市）
- たかうじ君（足利市）
- とちまるくん[46]
- ルリちゃん

## 観光

### 世界遺産
- 日光の社寺

### 国宝（建造物）
- 日光東照宮（日光市） - 本殿・石の間及び拝殿、正面及び背面唐門、東西透塀、陽明門、東西回廊
- 輪王寺（日光市） - 大猷院霊廟本殿・相の間及び拝殿
- 鑁阿寺（足利市） -

### 国宝（美術工芸品）
- 太刀 銘国宗（日光東照宮）
- 太刀 銘助真（日光東照宮）
- 大太刀 銘備州長船倫光貞治五年二月日（日光二荒山神社）
- 小太刀 銘来国俊・黒漆蛭巻太刀拵（日光二荒山神社）
- 大般涅槃経（輪王寺）
- 那須国造碑（大田原市・笠石神社）
- 宋刊本文選（金沢文庫本）（以下、足利市所蔵・足利学校遺蹟図書館保管）
- 宋版周易注疏
- 宋版尚書正義
- 宋版礼記正義

### 重要無形民俗文化財（国指定）
- 烏山の山あげ行事 （1979年（昭和54年）指定、那須烏山市）
- 鹿沼今宮神社祭の屋台行事 （2003年（平成15年）指定、鹿沼市）
- 川俣の元服式 （1987年（昭和62年）指定、日光市（旧・栗山村））
- 発光路の強飯式（ほっこうじのごうはんしき） （1996年（平成8年）指定、鹿沼市（旧・粟野町））

### 国の重要文化財など
詳細は とちぎの文化財 を参照

### 県指定文化財
- 栃木県内各地の 獅子舞、神楽、文楽など

### 自然・公園
- 日光国立公園
  - 中禅寺湖、華厳滝、いろは坂
  - 男体山、女峰山、大真名子山、小真名子山、太郎山
  - 戦場ヶ原、小田代ヶ原、竜頭滝、湯滝、湯ノ湖、西ノ湖
  - 霧降高原、霧降の滝
  - 那須高原、茶臼岳、朝日岳、殺生石
- 宇都宮県立自然公園
  - 栗谷沢ダム、宇都宮市森林公園
  - 古賀志山、多気山
  - 大谷の奇岩群・御止岩・越路岩
- 栃木県中央公園、宇都宮城址公園、八幡山公園
- 那須エリアは牧場や高原リゾートや温泉など特に自然豊かな観光地として名高い
- 県南エリアはSL体験や益子焼き窯元巡りなど伝統工芸の体験施設が充実している

### 歴史
- 日光の社寺（世界遺産）
  - 日光東照宮 - 徳川家康の廟所。東照大権現（家康に贈られた号）を祭祀。
  - 輪王寺 - 日光東照宮の神宮寺。
  - 日光二荒山神社 - 日光三所神を祀る。
- 中禅寺 - 輪王寺別院、坂東三十三観音霊場第18番。
- 日光杉並木 - 長さ世界一の並木道（日光街道・日光例幣使街道・会津西街道）
- 足尾銅山
- 足利学校 - 日本最古の大学跡。
- 鑁阿寺 - 足利氏発祥の地。同氏の邸館を起源とする菩提寺。
- 栃木蔵の街 - 小江戸の別名を持つ町並み。
- 太平山神社
- 大慈寺 - 円仁が修行をした寺。エドウィン・O・ライシャワー駐日大使が訪れている。
- 西明寺 - 行基の開山と伝わる古刹。坂東三十三観音霊場第20番。
- 地蔵院 - 宇都宮氏の菩提寺。歴代当主の墓碑がある。
- 雲巌寺 - 松尾芭蕉の奥の細道に登場する禅寺。
- 大谷寺大谷観音 - 日本最古の磨崖仏。坂東三十三観音霊場第19番。
- 宇都宮城址 - 宇都宮氏の居城。戊辰戦争で焼失。
- 宇都宮二荒山神社
平家物語屋島の戦いで那須与一が船上で揺れる扇の的を射当てる際に成功祈願した『宇都宮』。吾妻鏡で源頼朝が奥州合戦の際に奉幣した『宇都宮大明神』。
- 根古谷台遺跡（聖山公園）- 縄文時代の大集落跡。
- 興禅寺 - 宇都宮貞綱の開基。寺域は河北禅林と呼ばれる。
- 下野薬師寺跡 - 下毛野氏の菩提寺とも云われる奈良時代の大寺跡。
- 旧篠原家住宅、清巌寺の鉄塔婆、宝蔵寺のおよりの鐘、善願寺の宇都宮大仏
- 延命院の地蔵堂、一向寺の汗かき阿弥陀
- 祥雲寺のしだれ桜
- 白沢宿宿並
- 乃木神社

### 博物館・美術館
- 栃木県立博物館 - 栃木県の歴史、民俗、美術工芸、自然史資料の収集・保管・展示・調査研究を実施する。栃木県中央公園内に立地する。栃木県内の博物館・美術館が加盟する栃木県博物館協会の事務局が置かれる。
- 栃木県立美術館 - クロード・モネの「サン=タドレスの海岸」、川上澄生の「初夏の風」など
- 宇都宮美術館 - ルネ・マグリットの「大家族」、マルク・シャガールの「静物」など
- 栗田美術館 - 伊万里焼・鍋島焼の磁器専門。陶磁器専門館としては世界最大級の美術館。
- 川上澄生美術館 - 川上澄生の版画作品

- 那須戦争博物館
- ガラスの芸術　エミール ガレ美術館
- りんどう湖ギャラリー
- 那須オルゴール美術館
- 那須クラシックカー博物館
- 那須とりっくあーとぴあ
- 那須歴史探訪館
- 木の葉化石園
- 那須野が原博物館
- 乃木神社宝物館
- 大田原市那須与一伝承館
- 大田原市黒羽芭蕉の館
- 那珂川町なす風土記の丘資料館
- 大田原市ふれあいの丘自然観察館
- 栃木県なかがわ水遊園
- 公益財団法人山縣有朋記念館
- 矢板市立郷土資料館
- 和気記念館
- さくら市ミュージアム－荒井寛方記念館－
- 大田原市なす風土記の丘湯津上資料館
- 那珂川町馬頭広重美術館
- 上野記念館
- 栃木県立文書館
- 栃木県子ども総合科学館
- 川島美術館
- 芳賀町総合情報館（知恵の環館）
- 大畑武者絵資料館
- 市貝町立歴史民俗資料館
- ホンダコレクションホール
- 益子陶芸美術館 / 陶芸メッセ・益子
- 濱田庄司記念益子参考館
- ワグナー・ナンドール　アートギャラリー
- 二宮尊徳資料館
- 日光人形の美術館
- 日光竹久夢二美術館
- 株式会社小西美術工藝社付属うるし博物館
- 小杉放菴記念日光美術館
- 日光自然博物館
- 日光市歴史民俗資料館
- 屋台のまち中央公園
- 鹿沼市粟野歴史民俗資料館
- 壬生町おもちゃ博物館
- 壬生町立歴史民俗資料館
- 栃木市都賀歴史民俗資料館
- とちぎ蔵の街美術館
- あだち好古館
- 塚田歴史伝説館
- 下野国庁跡資料館
- とちぎ山車会館
- 栃木市郷土参考館
- 國學院大學栃木学園参考館
- 栃木市おおひら歴史民俗資料館
- とちぎ花センター
- 栃木市藤岡歴史民俗資料館
- 下野市立しもつけ風土記の丘資料館
- 小山市立博物館
- 佐野市立吉澤記念美術館
- 小山市立車屋美術館
- 東石美術館
- 佐野市郷土博物館
- 足利市立美術館
- 華雨蔵珍之館
- 栗田美術館
- 長谷川沼田居美術館

### 温泉地
- 鬼怒川温泉、川治温泉
- 日光湯元温泉
- 塩原温泉郷
- 那須温泉郷

### 果実狩り
- ろまんちっく村
- 大平町ぶどう団地
- 矢板市観光りんご園

### テーマパーク・遊園地
- 栃木県なかがわ水遊園
- 日光江戸村
- 東武ワールドスクウェア
- 日光さる軍団
- 那須高原りんどう湖ファミリー牧場
- 那須ハイランドパーク
- 那須サファリパーク
- 那須どうぶつ王国
- とちのきファミリーランド
- 宇都宮動物園
- あしかがフラワーパーク

## 対外関係
- 浙江省（中華人民共和国）
  - 1986年（昭和61年） 両県省に窓口設置
  - 1989年（平成元年）6月 友好交流に関する協定書を締結
  - 1993年（平成5年）10月13日 友好提携協定書に調印、正式な友好県省提携樹立
- ヴォクリューズ県（フランス） - 1988年（昭和63年） 交流事業開始
- アメリカ合衆国インディアナ州 - 1999年（平成11年）7月16日 姉妹提携締結

## 人物

### 栃木県名誉県民
栃木県名誉県民の称号は、2001年（平成13年）12月27日に制定された栃木県名誉県民条例（平成13年12月27日栃木県条例第42号）に基づき、「社会の発展に卓絶した功績があり、県民が郷土の誇りとしてひとしく敬愛する者」へ贈られる（条例第1条）。対象者は「栃木県内に居住し、又は居住していた者で、産業経済の発展、保健医療の向上、福祉の増進又は学術、文化若しくはスポーツの振興に貢献したもの」であり、栃木県知事が栃木県議会の同意を得て選定することが定められている（条例第2条）。名誉県民に選定された者には、栃木県名誉県民称号記および記念品が贈呈される（条例第3条）。
| 贈呈番号 | 受賞者氏名 | 職業               | 選定年月日 | 備考                                     | 出典   |
| -------- | ---------- | ------------------ | ---------- | ---------------------------------------- | ------ |
| 1        | 島岡達三   | 陶芸家             | 2002年     | 人間国宝                                 | [ 48 ] |
| 2        | 船村徹     | 作曲家             | 2014年     | 日本音楽著作権協会名誉会長・文化勲章受章 | [ 49 ] |
| 3        | 渡辺貞夫   | サクソフォーン奏者 | 2014年     | 『カリフォルニア・シャワー』など         | [ 50 ] |